# Bunuri mobile din domeniul documente clasate în patrimoniul cultural național al României aflate în județul Cluj
Acestă listă conține bunurile mobile din domeniul documente clasate în Patrimoniul cultural național al României aflate la momentul clasării în județul Cluj.

## Tezaur
| Foto | Informații generale  | Detalii tehnice                                                                                          | Descriere | Deținător                                        | Legături |
| ---- | -------------------- | --- | --- | ------------------------------------------------ | -------- |
|      | Istoria ideilor mele | Datare: Sfârșitul sec. Al XIX-lea Dimensiuni: L: 30 cm, I: 24 cm Material: piele, bronz, sidef și hârtie | Este sub forma unui album cu 73 de pagini scrise, legat în piele cenușie cu o armătură decorativă din bronz iar la mijloc are o foiță din sidef în formă de inimă. | Muzeul Național de Istorie a Transilvaniei, Cluj | Cimec    |

## Fond
| Foto | Informații generale | Detalii tehnice                                                                                | Descriere | Deținător                                        | Legături |
| ---- | --- | ---------------------------------------------------------------------------------------------- | --- | ------------------------------------------------ | -------- |
|      | Afiș sindical pentru organizarea unei adunări de susținere a guvernului P. Groza, pentru democrație și unitate sindicală. | Datare: 1945 Dimensiuni: L: 84 cm; Î: 58 cm Material: hârtie                                   | Hârtie portocalie; text bilingv; "Comisia locală a Sindicatelor aranjează la 2 septembrie, orele 9 a. m.o MAREA ADUNARE pe arena sportivă a orașului cu ocazia împlinirii unui an de la realizarea unității sindicale. La această mare adunare muncitorimea română proclamă lupta contra ȘOVINISMULUI, CONTRA REACȚIUNII, CONTRA SPECULEI. Demonstrăm pentru guvernul Groza, pentru democrație și pentru unitatea sindicală internațională. Trăiască Frontul Unic Muncitoresc! Trăiască unitatea sindicală internațională! Trăiască guvernul Groza!" Același text în limba maghiară. Tipografia Minerva Cluj-Kolozsvar.                                                                                             | Muzeul Național de Istorie a Transilvaniei, Cluj | Cimec    |
|      | Frontul Unic Muncitoresc din Cluj cu ocazia împlinirii a 50 de ani de la moartea lui Engels | Datare: 1945 Dimensiuni: L: 85 cm; Î: 60 cm Material: hârtie                                   | Text afiș: " Frontul Unic Muncitoresc din Cluj cu ocazia împlinirii a 50 de ani de la moartea lui ENGELS aranjează în ziua de joi 9 August, cu începere de la orele 5,30 p. m. în Teatrul de vară o SERBARE COMEMORATIVĂ Fiecare muncitor să fie acolo!". Tipografia Minerva Cluj-Kolozsvar. | Muzeul Național de Istorie a Transilvaniei, Cluj | Cimec    |
|      | Frontul Unic Muncitoresc din Cluj cu ocazia împlinirii a 50 de ani de la moartea lui Engels | Datare: 1945 Dimensiuni: L: 85 cm; Î: 60 cm Material: hârtie                                   | Text afiș: " Frontul Unic Muncitoresc din Cluj cu ocazia împlinirii a 50 de ani de la moartea lui ENGELS aranjează în ziua de joi 9 August, cu începere de la orele 5,30 p. m. în Teatrul de vară o SERBARE COMEMORATIVĂ Fiecare muncitor să fie acolo!". Tipografia Minerva Cluj-Kolozsvar. | Muzeul Național de Istorie a Transilvaniei, Cluj | Cimec    |
|      | Apel către oamenii muncii din Cluj pentru a vota lista Nr. 1 în frunte cu Dr. P. Groza, V. Luca și Lakatos S, în 19 nov. 1946. | Datare: 1946 Dimensiuni: L: 30 cm; La: 21 cm. Material: hârtie                                 | Apelul pentru alegerile din nov. 1946 de a vota "Soarele" cuprinde o "analiză" a regimului capitalist care sub conducerea partidelor istorice conduse de Maniu și Brătianu, care au exploatat muncitorii și țăranii, au aruncat țara în război. Este prezentat apelul căte muncitori: "Tot ce e reacționar în țara noastră trebuie să fie înlăturat prin voturile noastre. Noi vrem pace, bună stare materială și morală, Vrem în schimbul muncii noastre o viață fericită pentru noi și familiile noastre, De aceea toți sindicaliștii...trebuie să VOTEZE SOARELE. TRĂIASCĂ VICTORIA BLOCULUI PARTIDELOR DEMOCRATE ÎN ALEGERILE PARLAMENTARE!"                                                                    | Muzeul Național de Istorie a Transilvaniei, Cluj | Cimec    |
|      | O manevră istorică eșuată; Maniu și Brătianu au vrut să cumpere pentru alegeri Partidul Social Democrat | Datare: 1946 Dimensiuni: Î: 85 cm; Î: 61 cm Material: hârtie                                   | Afiș electoral al Consiliului județean Cluj al FND prin care se demască tentativa de cumpărare a PSD, în vedrera alegerilor, de către Maniu și Brătianu. Îndemnul de a vota "forțele democratice unite". | Muzeul Național de Istorie a Transilvaniei, Cluj | Cimec    |
|      | O manevră istorică eșuată; Maniu și Brătianu au vrut să cumpere pentru alegeri Partidul Social Democrat | Datare: 1946 Dimensiuni: Î: 85 cm; Î: 61 cm Material: hârtie                                   | Afiș electoral al Consiliului județean Cluj al FND prin care se demască tentativa de cumpărare a PSD, în vedrera alegerilor, de către Maniu și Brătianu. Îndemnul de a vota "forțele democratice unite". | Muzeul Național de Istorie a Transilvaniei, Cluj | Cimec    |
|      | O manevră istorică eșuată; Maniu și Brătianu au vrut să cumpere pentru alegeri Partidul Social Democrat | Datare: 1946 Dimensiuni: Î: 85 cm; L: 61 cm Material: hârtie                                   | Afiș electoral al Consiliului județean Cluj al FND prin care se demască tentativa de cumpărare a PSD, în vederea alegerilor, de către Maniu și Brătianu. Îndemnul de a vota "forțele democratice unite". | Muzeul Național de Istorie a Transilvaniei, Cluj | Cimec    |
|      | Apel al FND Cluj pt. Marea Adunare Populară în care se cere pedeapsa capitală pentru criminalii de răboi. | Datare: 1946 Dimensiuni: Î: 88 cm; L: 60 cm Material: hârtie                                   | "CETĂȚENI, CETĂȚENE, TOVARĂȘI. La București criminalii care au dus țara la pieire așteaptă judecata Tribunalului Poporului: Ion și Mihai Antonescu împreună cu vânduții nemților trebuie să răspundă pentru crimele comise împotriva poporului român....de crime comise contra naționalităților conlocuitoare și ale pașnicelor popoare din Uniunea Sovietică....Veniți cu toții la 15 maiu 1946 ora 4 d. m. la MAREA ADUNARE POPULARĂ din Piața Libertății...." | Muzeul Național de Istorie a Transilvaniei, Cluj | Cimec    |
|      | Apel al FND Cluj pt. Marea Adunare Populară în care se cere pedeapsa capitală pentru criminalii de răboi. | Datare: 1946 Dimensiuni: Î: 88 cm; L: 60 cm Material: hârtie                                   | "CETĂȚENI, CETĂȚENE, TOVARĂȘI. La București criminalii care au dus țara la pieire așteaptă judecata Tribunalului Poporului: Ion și Mihai Antonescu împreună cu vânduții nemților trebuie să răspundă pentru crimele comise împotriva poporului român....de crime comise contra naționalităților conlocuitoare și ale pașnicelor popoare din Uniunea Sovietică....Veniți cu toții la 15 maiu 1946 ora 4 d. m. la MAREA ADUNARE POPULARĂ din Piața Libertății...." | Muzeul Național de Istorie a Transilvaniei, Cluj | Cimec    |
|      | Chemarea Comitetului județean al FND Cluj la adunarea de la Teatrul Național unde se va discuta situația politică internă. | Dimensiuni: Î: 60 cm; La 83 cm Material: hârtie                                                | CETĂȚENI! Venilți cu toții la marea întrunire ce va avea loc duminică, 10 febr., orele 11, la Teatrul Național. Va vorbi ministrul de interne Theoari Georgescu și dl. Subsecretar de stat Ion Burcă despre situația politică actuală. Afiș bilingv; tipografia Minerva Cluj-Koloszvar. | Muzeul Național de Istorie a Transilvaniei, Cluj | Cimec    |
|      | Din platforma-program a Blocului Partidelor Democrate despre agricultură | Datare: 1946 Dimensiuni: LA: 43 cm; Î: 60 cm Material: hârtie                                  | "Se vor lua măsuri pentru buna aplicare a tehnicei moderne și a descoperirilor științei în agricultură. Se va organiza învățământul agricol potrivit cu situația creată prin reformă. Se va ridica nivelul profesional al agricultorilor printr-o îndrumare temeinic organizată". | Muzeul Național de Istorie a Transilvaniei, Cluj | Cimec    |
|      | Guvernul Blocului Partidelor Democrate va acorda ajutoare familiilor numeroase | Datare: 1946 Dimensiuni: LA: 30 cm; Î: 43 cm Material: hârtie                                  | Apărarea Patriotică anunță ajutoare din partea Blocului Partifdelor Democrate Tipografia Minerva Cluj-Koloszvar | Muzeul Național de Istorie a Transilvaniei, Cluj | Cimec    |
|      | BPD promite alocații pentru familiile cu mulți copii | Datare: 1946 Dimensiuni: L: 30 cm; Î: 43 cm Material: hârtie                                   | BPD promite alocații pentru familiile cu mulți copii; îndemn de a vota SOARELE. | Muzeul Național de Istorie a Transilvaniei, Cluj | Cimec    |
|      | Guvernul Blocului Partidelor Democrate va acorda ajutoare familiilor nevoiașe | Datare: 1946 Dimensiuni: LA: 30 cm; Î: 43 cm Material: hârtie                                  | Apărarea Patriotică anunță ajutoare din partea Blocului Partifdelor Democrate. Tipografia Minerva Cluj-Koloszvar | Muzeul Național de Istorie a Transilvaniei, Cluj | Cimec    |
|      | Guvernul Blocului Partidelor Democrate va acorda înlesniri copiilor de muncitori și țărani pentru a urma școli superioare | Datare: 1946 Dimensiuni: LA: 30 cm; Î: 43 cm Material: hârtie                                  | Apărarea patriotică anunță acordarea de către Blocul Partidelor Democrate de înlesniri pentru copiii de țărani, muncitori și funcționari, pentru a urma școli superioare. Tioografia Minerva Cluj. | Muzeul Național de Istorie a Transilvaniei, Cluj | Cimec    |
|      | BPD va fixa pensii tuturor văduvelor de război | Datare: 1946 Dimensiuni: L: 60 cm; Î: 20 cm Material: hârtie                                   | Apărarea Patriotică: BPD va fixa pensii în raport cu scumpetea tuturor văduvelor de război | Muzeul Național de Istorie a Transilvaniei, Cluj | Cimec    |
|      | Din platforma-program a Blocului Partidelor Democrate despre reducerea stagiului militar ș îmbunătățirea condițiilor de viață ale ofițerilor. | Datare: 1946 Dimensiuni: LA: 60 cm; Î: 42 cm Material: hârtie                                  | "Din Platforma-Program a Blocului Partidelor Democrate: Reducerea stagiului militar la perioada strict necesară instruirii tinerilor chemați sub arme; asigurarea unor bune condiții de viață ofițerilor, subordonaților și trupei" | Muzeul Național de Istorie a Transilvaniei, Cluj | Cimec    |
|      | Din platforma-program a Blocului Partidelor Democrate despe susținerea bisericii | Datare: 1946 Dimensiuni: LA: 42 cm; Î: 60 cm Material: hârtie                                  | "Din platforma-program a Blocului Partidelor Democrate: BISERICA va fi susținută pentru a putea să-și îndeplinească misiunea ce-i revine în viața Statului și va fi asociată la opera de asistență socială" Tipografia Minerva Cluj | Muzeul Național de Istorie a Transilvaniei, Cluj | Cimec    |
|      | Din platforma-program a Blocului Partidelor Democrate despre proprietăți și impozite | Datare: 1946 Dimensiuni: LA: 42 cm; Î: 61 cm Material: hârtie                                  | "in platforma-program a Blocului Partidelor Democrate Pentru proprietățile mai mari, așezarea impozitului se va face pe baza principiului progresivității Se va împiedica trecerea pământului din mâinile țăranilor în cele ale speculanților sau cămatarilor, acordându-se credite accesibile plugarilor, credite ieftine pe termen lung." Tipografia Minerva Cluj | Muzeul Național de Istorie a Transilvaniei, Cluj | Cimec    |
|      | Din platforma-program a Blocului Partidelor Democrate despre îmbunătățirea stării de sănatate a populației de la sate | Datare: 1946 Dimensiuni: LA: 43 cm; Î: 61 cm Material: hârtie                                  | "Din platforma-program a Blocului Partidelor Democrate Îmbunătățirea stării sanitare a populației, îndeosebi la sate, se va urmări combătând bolile sociale prin: înființarea de noi spitale, dispensare, maternități și sanatorii; asigurarea unor condiții favorabile medicilor, dentiștilor, moașelor, farmaciștilor pentru a se stabili la țară; deosebită grijă pentru mamă și copil." | Muzeul Național de Istorie a Transilvaniei, Cluj | Cimec    |
|      | Din platforma-program a Blocului Partidelor Democrate despre îmbunătățirea activității fermelor model și a activității de cercetare agricolă | Datare: 1946 Dimensiuni: LA: 42 cm; Î: 60 cm Material: hârtie                                  | "Din platforma-program a Blocului Partidelor Democrate Se vor lua măsuri pentru ca fermele model de stat și cele particulare să-și îndeplinească menirea de a produce semințe selecționate și reproducători de rasă necesari agriculturii. Întregul aparat agronomic va fi pus în slujba gospodăriilor agricole țărănești. Va fi încurajată și intensificată activitatea Institutului de Cercetări Agronomice, cu scopul de a veni în mod practic în ajutorul agriculturii." | Muzeul Național de Istorie a Transilvaniei, Cluj | Cimec    |
|      | Din platforma-program a Blocului Partidelor Democrate despre măsurile de echilibrare prețurilor produselor agricole și industriale | Datare: 1946 Dimensiuni: LA: 42 cm; Î: 60 cm Material: hârtie                                  | "Din platforma-program a Blocului Partidelor Democrate! Se vor lua măsuri pentru a așeza o cumpănă dreaptă între prețurile produselor agricole și prețurile mărfurilor industriale, aprovizionând țăranii prin cooperative cu unelte și produse industriale la prețurile oficiale și desfăcându-le produsele în condițiunile cele mai avantajoase pentru ei." | Muzeul Național de Istorie a Transilvaniei, Cluj | Cimec    |
|      | Afiș politic în sprijinul guvernului Groza | Datare: 1945 Dimensiuni: LA: 83 cm; Î: 60 cm Material: hârtie                                  | "Trăiască Frontul Unic Muncitoresc! Trăiască Frontul Național Democrat! Trăiască guvernul de concentrare democratică Petru Groza" Să-l sprijinim din toate puterile noastre" Textul este și în l. maghiară. Tipografia Minerva Cluj-Koloszvar Afișul este pe fond portocaliu. | Muzeul Național de Istorie a Transilvaniei, Cluj | Cimec    |
|      | Programul zilei de 23 august 1945 la Cluj | Datare: 1945 Dimensiuni: LA: 84 cm; Î: 60 cm Material: hârtie                                  | "Programul zilei de 23 august Ora 7 dimineața: Deșteptare cu muzică Ora 8 dimineața: Te-Deum în toate bisericile Ora 9 a. m. MAREA ADUNARE A FRONTUL NAȚIONAL DEMOCRAT în P-ța Libertății După masă SERBARE POPULARĂ ÎN PARCUL ORĂȘENESC" Text și în l. maghiară pe fond portocaliu. | Muzeul Național de Istorie a Transilvaniei, Cluj | Cimec    |
|      | Apel al Frontului Național Democrat la Marea Adunare din 23 aug. 1945 în sprijinul guvernului P. Groza. | Datare: 1945 Dimensiuni: LA: 83 cm; Î: 59 cm Material: hârtie                                  | "Cetățeni! Cetățene! ... Guvernul Groza a întregit Ardealul; A înfăptuit reforma agrară; A dat drepturi egale tuturor cetățenilor țării; S-a apucat de munca de refacere a patriei; Reluând relațiile diplomatice cu URSS a ridicat țara noastră în rândul țărilor democratice ale lumii! Muncitori, Plugari, Soldați, Intelectuali, Meseriași și Negustori, Români și Unguri! Veniți deci cu toții la Aarea Adunare din P-ța Libertății, din 23 aug. 1945... Trăiască făuritorii actului de la 23 aug...; Trăiască Generalissimul Stalin...; Trăiască guv. P. Groza...; Trăiască frăția între poporul român și popoarele conlocuitoare..!" Tipografia Minerva Cluj-Kolosyvar; hârtie portocalie                    | Muzeul Național de Istorie a Transilvaniei, Cluj | Cimec    |
|      | Platforma-program a Blocului Partidelor Democrate | Datare: 1946 Dimensiuni: LA: 10 cm; Î: 14 cm Material: hârtie                                  | Broșură "Platforma -program a Blocului Partidelor Democrate" cu tricolorul pe copertă 1, iar pe coperta 2 lozinca "Votați Soarele semnul BPD". În cadrul platformei sunt expuse pe domenii toate măsurile lcare vor fi luate de guv. P. Groza, pe 30 de pagini. | Muzeul Național de Istorie a Transilvaniei, Cluj | Cimec    |
|      | Chemarea cetățenilor Clujului la Adunarea Populară de întâlnire cu guv. P. Groza, 27 oct. 1946, cu îndemnul "Votați Soarele" | Datare: 1946 Dimensiuni: LA: 85 cm; Î: 60 cm Material: hârtie                                  | Afiș electoral "Votați Soarele"; chemarea clujenilor la o Adunarea Populară în P-ța Gării, pentru a se întâlni cu membrii guvernul Groza. "Trăiască M. S. Regele Mihai I al României Democrate!" "Trăiască Guvernul P. Groza care ne-a readus Ardealul!" "Trăiască victoria în alegeri a B. P. D-ului" "Votați Soarele" | Muzeul Național de Istorie a Transilvaniei, Cluj | Cimec    |
|      | Îndemn al cetățenilor de a vota lista BPD sub sigla "Soarele" | Datare: 1946 Dimensiuni: LA: 18 cm; Î: 25 cm Material: hârtie                                  | Textul face apel la suferințele îndurate de cetățeni în timpul războiului și cere: "La alegeri sprijiniți Blocul Partidelor Democrate, care garantează satisfacerea doleanțelor noastre juste, apără și consolidează pacea. Noi vă cerem: Votați lista nr. 1 a Blocului Partidelor Democrate, sub semnul dătător de lumină." Urmează lista cu numele și domiciliul candidaților. | Muzeul Național de Istorie a Transilvaniei, Cluj | Cimec    |
|      | Îndemn al cetățenilor de a vota lista BPD sub sigla "Soarele" | Datare: 1946 Dimensiuni: LA: 18 cm; Î: 25 cm Material: hârtie                                  | Textul face apel la suferințele îndurate de cetățeni în timpul războiului și cere: "La alegeri sprijiniți Blocul Partidelor Democrate, care garantează satisfacerea doleanțelor noastre juste, apără și consolidează pacea. Noi vă cerem: Votați lista nr. 1 a Blocului Partidelor Democrate, sub semnul dătător de lumină." Urmează lista cu numele și domiciliul candidaților. | Muzeul Național de Istorie a Transilvaniei, Cluj | Cimec    |
|      | Cum votăm, instrucțiuni ale BPD pentru a vota Soarele | Datare: 1946 Dimensiuni: LA: 15 cm; Î: 22 cm Material: hârtie                                  | Patru pagini cu instrucțiuni de vot, actele necesare pentru votare și îndemnul de a vota "Soarele", precum și lista candidaților. | Muzeul Național de Istorie a Transilvaniei, Cluj | Cimec    |
|      | Frați Someșeni! Votați lista nr.1 cu semnul Soarele-Vasile Vaida | Datare: 1946 Dimensiuni: LA: 22 cm; Î: 30 cm Material: hârtie                                  | Sunt prezentate realizările forțelor democrate și îndemnul la alegeri. "Iubiți alegători! Guv. P. Groza și tânăra democrație română, a preluat o moștenire grea. Noi n-am făcut promisiuni deșarte, dar am realipit Ardealul la România democrată, am dat pământ, am refăcut căile ferate și podurile, uzinele, școlile și bisericile distruse de război...În ziua de 19 noiembrie, pentru pace, libertate și belșug Votați lista nr.1 cu semnul Soarele-Vasile Vaida". Fluturașul are și poza lui Vasile Vaida | Muzeul Național de Istorie a Transilvaniei, Cluj | Cimec    |
|      | Armata va cheamă alături de ea să votați Soarele | Datare: 1946 Dimensiuni: LA: 22 cm; Î: 30 cm Material: hârtie                                  | "Moțiune. Ofițeri, subofițeri și ostașii Diviziei 2 Vânători de Munte votați pentru Manarchie, Guvern, Libertate, Independență, Drepturi câștigate, Proprietate individuală." Sunt prezentate realizările de după 23 august 1944. | Muzeul Național de Istorie a Transilvaniei, Cluj | Cimec    |
|      | Armata va cheamă alături de ea să votați Soarele | Datare: 1946 Dimensiuni: LA: 22 cm; Î: 30 cm Material: hârtie                                  | "Moțiune. Ofițeri, subofițeri și ostașii Diviziei 2 Vânători de Munte votați pentru Manarchie, Guvern, Libertate, Independență, Drepturi câștigate, Proprietate individuală." Sunt prezentate realizările de după 23 august 1944. | Muzeul Național de Istorie a Transilvaniei, Cluj | Cimec    |
|      | Apel electoral al artiștilor de la Teatrul Național și Opera Română din Cluj "Votați Soarele" | Datare: 1946 Dimensiuni: LA: 22 cm; Î: 30 cm Material: hârtie                                  | Apel cu numele tuturor artiștilor de la Teatrul Național și Opera Română din Cluj în care este descris nefastul Diktat de la Viena, precum și îndemnul: "Alegerile prin votul nostru consolidează guvernul condus de dr. P. Groza și-i deschide posibilitatea reclădirii țării și așezarea rosturilor noastre profesionale-culturale în spirit democratic. Alăturați-vă cu toții convingerilor noastre profund românești, singura linie de conduită prin care cu încredere putem aștepta zările unui viitor liber și fericit." Pe fundalul Apelului este imprimat Soarele. | Muzeul Național de Istorie a Transilvaniei, Cluj | Cimec    |
|      | Tineri și tinere votați Blocul Partidelor Democrate cu semnul Soarele | Datare: 1946 Dimensiuni: LA: 50 cm; Î: 68 cm Material: hârtie                                  | În fundal este Soarele și la colțuri Tricolorul. Mesajul "Tineri și tinere pentru un viitor luminos. Pentru rezolvarea problemelor noastre vitale. Pentru o patrie liberă și înfloritoare.Votați Blocul Partidelor Democrate cu semnul Soarele. Votați lista nr. 1" Sunt prezentate măsurile care se vor lua pentru tineri: susținerea de către stat a școlilor, înlesniri pentru studii etc. | Muzeul Național de Istorie a Transilvaniei, Cluj | Cimec    |
|      | Cetățeni, pentru binele și viitorul copiilor voștri votați Lista nr. 1 Soarele păcii și al dreptății | Datare: 1946 Dimensiuni: LA: 15 cm; Î: 21 cm Material: hârtie                                  | Este portretul Dr. Ioan Stoica, președintele Frontului Plugarilor, candidat al BPD din județul Cluj. Pe verso Apel "Frați plugari" prin care se prezintă măsurile care vor fi luate pentru țărani. | Muzeul Național de Istorie a Transilvaniei, Cluj | Cimec    |
|      | BPD către femeile "Plugărițe românce care vor pace și propășirea neamului" | Datare: 1946 Dimensiuni: LA: 12 cm; Î: 17 cm Material: hârtie                                  | Broșură de 11 pagini cu îndemnul de femeilor de a vota Soarele. Sunt prezentate măsurile de excepție pentru femeile și mamele de la țară. Pe copertă este desemată o femeie "plugăriță" cu un copil în brațe iar deasupra lor Soarele. | Muzeul Național de Istorie a Transilvaniei, Cluj | Cimec    |
|      | Apărarea Patriotică sprijină BPD în campania electorală | Datare: 1946 Dimensiuni: LA: 10 cm; Î: 22 cm Material: hârtie                                  | Sunt prezentate meritele guvern P. Groza în opera de reconstrucție a țării după război; realizările Apărării Patriotice în regiune Cluj (întreținerea de cămine de bătrâni și orfani, ajutoare pentru invalizi și văduve etc.); îndemnul de a vota Soarele "Suntem convinși că numai un guvern al poporului garantează asigurarea drepturilor invalizilor, văduvelor și orfanilor de război"..."Să votăm Soareale dătător de lumină". | Muzeul Național de Istorie a Transilvaniei, Cluj | Cimec    |
|      | Imn electoral "Votați Soarele" | Datare: 1946 Dimensiuni: LA: 11; Î: 15 cm Material: hârtie                                     | Desen cu un grup de cetățeni cu mâinile ridicate spre "Soare". "SOARE, imn Dumnezăiesc...Răsărit ca un îndemn Pentru zile fericite Sufletele obidite Vor vota cu acest semn." | Muzeul Național de Istorie a Transilvaniei, Cluj | Cimec    |
|      | Votați Dr. Petru Groza primul candidat al Clujului | Datare: 1946 Dimensiuni: LA: 15 cm; Î: 21 cm Material: hârtie                                  | Este prezentată biografia și realizările dr. P. Groza și îndemnul de a-l vota. "Dr. P. Groza luptă pentru voi Dr. P. Groza va fi totdeauna alături de voi Votați-l". 2 pagini | Muzeul Național de Istorie a Transilvaniei, Cluj | Cimec    |
|      | Prezentarea candidatului Vasile Luca | Datare: 1946 Dimensiuni: LA: 15 cm; Î: 22 cm Material: hârtie                                  | "Lui îi dăm votul și încrederea noastră VASILE LUCA Votați lista nr. 1 cu semnul SOARELE". Este prezentată în mod romanțat viața lui V. Luca. Pe copertă portretul. 11 pagini | Muzeul Național de Istorie a Transilvaniei, Cluj | Cimec    |
|      | Emil Bodnăraș-fiu al poporului. Lui îi dăm votul și încrederea noastră | Datare: 1946 Dimensiuni: 15 cm: 22 cm Material: hârtie                                         | Este prezentată viața și activitatea candidatului Emil Bodnăraș; sunt prezentate pozele părinților și casa părintecă; pe prima pagină este portretul și lozica "Votați lista nr. 1 cu semnul Soarele". 7 pagini | Muzeul Național de Istorie a Transilvaniei, Cluj | Cimec    |
|      | Sfințirea Catedralei din Timișoara | Datare: 1946 Dimensiuni: 15 cm: 22 cm Material: hârtie                                         | Sunt prezentate cuvântările: Patriarhului Nicodem, Nicolae Bălam Mitropolitul Ardealului; Vasile Lăzărescu, Episcop al Timișoarei, Valeriu Novac prefect și a prim ministrului Dr. Petru Groza. A fost prezent și Regele Mihai. P. Groza a participat și la inaugurarea cursurilor universității populare "Martok Bella" la sediul Uniunii Maghiare din Timișoara. 8 pagini | Muzeul Național de Istorie a Transilvaniei, Cluj | Cimec    |
|      | Pamflet "Horoscopul vieții" prin care se denigrează partidele istorice și se face propagandă BPD | Datare: 1946 Dimensiuni: 15 cm: 22 cm Material: hârtie                                         | Sunt prezentate zodiile cu desene specifice, și un text în versuri care incriminează vechea orânduire, pe Maniu și Brătianu și prevestește bunăstarea în reg. comunist. 8 pagini | Muzeul Național de Istorie a Transilvaniei, Cluj | Cimec    |
|      | Prezentarea candidatului BPD pe lista jud. Cluj, Vasiu Nicolae | Datare: 1946 Dimensiuni: 15 cm; 22 cm Material: hârtie                                         | Este prezentată viața lui Vasiu Nicolae și sloganul "Votați Soarele Păcii și al Dreptății Lista nr. 1. | Muzeul Național de Istorie a Transilvaniei, Cluj | Cimec    |
|      | În 19 noiembrie trebuie prin "votul nostru să desăvârșim încrederea deplină acordată guvernului Dr. Petru Groza" | Datare: 1946 Dimensiuni: 15 cm; 22 cm Material: hârtie                                         | Apel la cetățeni pentru a vota "Soarele" și pe candidatul BPD Samoilă Negreanu. | Muzeul Național de Istorie a Transilvaniei, Cluj | Cimec    |
|      | Votați prof. univ. C. Daicoviciu candidat al BPD | Datare: 1946 Dimensiuni: 15 cm; 22 cm Material: hârtie                                         | Fluturaș cu poza prof. univ. C. Daicoviciu, candidat pe lista nr. 1 a BPD. Este prezentată pe scurt, biografia "comunistă" a lui C Daicoviciu, "munca continuă pentu salvarea patriei din impas, biruința democrației". 2 pagini | Muzeul Național de Istorie a Transilvaniei, Cluj | Cimec    |
|      | Modelul de listă cu ștampila VOTAT | Datare: 1946 Dimensiuni: 15 cm; 22 cm Material: hârtie                                         | Model de listă de vot cu stampila VOTAT pe Soare , în careul nr. 1. Sunt trecuți 13 candidați. | Muzeul Național de Istorie a Transilvaniei, Cluj | Cimec    |
|      | Atențiune ! Frați Plugari! Votați lista nr. 1 | Datare: 1946 Dimensiuni: 13 cm; 21 cm Material: hârtie                                         | Promisiuni făcute țăranilor: împroprietăriri, credite ieftine, mașini și unelte agricole etc. | Muzeul Național de Istorie a Transilvaniei, Cluj | Cimec    |
|      | Preoțimea din jud. Cluj cheamă creștini la vot pt. a vota SFÂNTUL SOARELE, pe 16 nov. | Datare: 1946 Dimensiuni: 20 cm; 29 cm Material: hârtie                                         | Aplel al preoțimii către populație de a nu se lasa pradă minciunilor partidelor istorice și de a vota BND și guv. P. Groza care-l are ca "aliat de frunte URSS, țara tuturor libertăților, unde mai presus de toate stă libertatea religioasă..." | Muzeul Național de Istorie a Transilvaniei, Cluj | Cimec    |
|      | Prezentarea activității patriotice a primului candidat al Clujului, Dr. P. Groza | Datare: 1946 Dimensiuni: 15 cm; 22 cm Material: hârtie                                         | Portretul și activitatea în cadrul "Frontului Plugarilor", rolul în reforma agrară precum și planurile de reconstrucție a țării "sabotată de bancherii reacționari". "Dr. P. Groza luptă pentru voi! Dr. P. Groza va fi totdeauna alături de voi " VOTAȚI-L " | Muzeul Național de Istorie a Transilvaniei, Cluj | Cimec    |
|      | Viața și lupta lui P. Groza prezentată sub formă de poveste și în versuri | Datare: 1946 Dimensiuni: 15 cm; 22 cm Material: hârtie                                         | Pe prima pagină este portretul lui P. Groza și lozinca "lui îi dăm votul și încrederea noastră Votați lista nr. 1 cu semnul Soarele; în cele 8 pagini este prezentată biografia și activitatea "în slujba poporului". | Muzeul Național de Istorie a Transilvaniei, Cluj | Cimec    |
|      | Viața și lupta lui P. Groza prezentată sub formă de poveste și în versuri | Datare: 1946 Dimensiuni: 15 cm; 22 cm Material: hârtie                                         | Pe prima pagină este portretul lui P. Groza și lozinca "lui îi dăm votul și încrederea noastră Votați lista nr. 1 cu semnul Soarele; în cele 8 pagini este prezentată biografia și activitatea "în slujba poporului". | Muzeul Național de Istorie a Transilvaniei, Cluj | Cimec    |
|      | Buletin-Școală pt. votul din 19 nov. 1946 | Datare: 1946 Dimensiuni: 16 cm; 18 cm Material: hârtie                                         | Buletin de vot cu stampila VOTAT pe lista nr. 1 și pe verso indicații de a pune stampila pe Soare. | Muzeul Național de Istorie a Transilvaniei, Cluj | Cimec    |
|      | Buletin-Școală pt. votul din 19 nov. 1946 | Datare: 1946 Dimensiuni: 16 cm; 18 cm Material: hârtie                                         | Buletin de vot cu stampila VOTAT pe lista nr. 1 și pe verso indicații de a pune stampila pe Soare. | Muzeul Național de Istorie a Transilvaniei, Cluj | Cimec    |
|      | Chemare la Marea Adunare organizată de FND în P-ța Libertății Cluj, la 23 aug. 1945 | Datare: 1945 Dimensiuni: 15 cm; 22 cm Material: hârtie                                         | Sunt prezentate realizările guvernului Groza "A întregit Ardealul; A înfăptuit reforma agrară; A dat drepturi egale tuturor cetățenilor țării; ..." Sunt denigrate "clicile reacționare Maniu și Brătianu..." Verso, în limba maghiară. | Muzeul Național de Istorie a Transilvaniei, Cluj | Cimec    |
|      | Apel făcut maghiarilor de a-l vota pe candidatul Lakatos Istvan din partea BPD | Datare: 1946 Dimensiuni: 24 cm; Î: 35 cm Material: hârtie                                      | Portretul pe față, iar pe verso este prezentată biografia și îndemnul de a vota Soarele. | Muzeul Național de Istorie a Transilvaniei, Cluj | Cimec    |
|      | Afiș electoral cu candidatul maghiar Lakatos Istvan | Datare: 1946 Dimensiuni: 60 cm; 85 cm Material: hârtie                                         | Portretul candidatului și chemarea maghiarilor de a vota Soarele. Sunt prezentate realizările și promisiunile guvernului P. Groza. | Muzeul Național de Istorie a Transilvaniei, Cluj | Cimec    |
|      | Invitare la Adunarea Populară din cartierul Iris organizată de către Blocul Partidelor Democrate, 10 nov. 1946 | Datare: 1946 Dimensiuni: 85 cm; 62 cm Material: hârtie                                         | Afiș electoral bilingv; populația din cartierele clujene Iris și Bulgaria este chemată la o adunare populară unde vor lua cuvântul candidații BND Vasile Luca și Ștefan Lakatos. Li se promite cetățenilor: introducerea apei; camine culturale; lumină pe străzi etc., cu îndemnul "Votați Soarele". | Muzeul Național de Istorie a Transilvaniei, Cluj | Cimec    |
|      | Cetățenii sunt chemați în 19 nov. la vot pt. a vota Dr. Petru Groza | Datare: 1946 Dimensiuni: 16 cm; 22 cm Material: hârtie                                         | Sunt chemați muncitorii la vot pentru a vota candidatul BPD Samoilă Negrenu; sunt prezentate realizările lui P. Groza și programul în favoarea muncitorilor; "Votați Sooarele" | Muzeul Național de Istorie a Transilvaniei, Cluj | Cimec    |
|      | Apel adresat intelectualilor clujeni pt. a veni la vot și a vota Lista nr. 1a BPD | Datare: 1946 Dimensiuni: 21 cm; 31 cm Material: hârtie                                         | Apel adresat intelectualilor clujeni pentru a veni la vot și a vota Lista nr. 1a BPD; promisiuni ale guvernului P. Groza pentru intelectuali. | Muzeul Național de Istorie a Transilvaniei, Cluj | Cimec    |
|      | Apel al ofițerilor "glorioasei armate române" de a vota în 19 nov. Lista nr.1 a BPD | Datare: 1946 Dimensiuni: 25 cm; 35 cm Material: hârtie                                         | Sunt prezentate victoriile armatei care alături de "viteaza Armată Roșie" a luptat pentru eliberarea Ardealului; "În marea bătălie a alegerilor ce va avea loc la 19 nov. noi mergem împreună cu BPD, conștienți că prin aceasta ne facem o datorie de onoare față de REGE; ȚARĂ și POPOR". Este prezentată lista cadrelor militare care candidează din partea BPD. Afișul are tricolorul la început și sfârșit. | Muzeul Național de Istorie a Transilvaniei, Cluj | Cimec    |
|      | Muncitori, Plugari, Intelectuali votați SOARELE, apel al armatei române | Datare: 1946 Dimensiuni: 25 cm; 35 cm Material: hârtie                                         | Sunt prezentate victoriile armatei care alături de "viteaza Armată Roșie" a luptat pentru eliberarea Ardealului; "În marea bătălie a alegerilor ce va avea loc la 19 nov. noi mergem împreună cu BPD, conștienți că prin aceasta ne facem o datorie de onoare față de REGE; ȚARĂ și POPOR". Este prezentată lista cadrelor militare care candidează din partea BPD. Tricolorul la colțuri și Soarele în mijloc. | Muzeul Național de Istorie a Transilvaniei, Cluj | Cimec    |
|      | Muncitori, Plugari, Intelectuali votați SOARELE, apel al armatei române | Datare: 1946 Dimensiuni: 25 cm; 35 cm Material: hârtie                                         | Sunt prezentate victoriile armatei care alături de "viteaza Armată Roșie" a luptat pentru eliberarea Ardealului; "În marea bătălie a alegerilor ce va avea loc la 19 nov. noi mergem împreună cu BPD, conștienți că prin aceasta ne facem o datorie de onoare față de REGE; ȚARĂ și POPOR". Este prezentată lista cadrelor militare care candidează din partea BPD. | Muzeul Național de Istorie a Transilvaniei, Cluj | Cimec    |
|      | Muncitori, Plugari, Intelectuali votați SOARELE, apel al armatei române | Datare: 1946 Dimensiuni: 25 cm; 35 cm Material: hârtie                                         | Sunt prezentate victoriile armatei care alături de "viteaza Armată Roșie" a luptat pentru eliberarea Ardealului; "În marea bătălie a alegerilor ce va avea loc la 19 nov. noi mergem împreună cu BPD, conștienți că prin aceasta ne facem o datorie de onoare față de REGE; ȚARĂ și POPOR". Este prezentată lista cadrelor militare care candidează din partea BPD. | Muzeul Național de Istorie a Transilvaniei, Cluj | Cimec    |
|      | Apel al invalizilor de război către cetățeni de a vota SOARELE | Datare: 1946 Dimensiuni: 18 cm; 25 cm Material: hârtie                                         | ..."Cetățeni! Noi care am dat sânge pentru eliberarea Ardealului vă cerem la alegeri sprijiniți BPD, care garantează satisfacerea doleanțelor noastre fuste, apără și consolidează pacea..." Lista invalizilor care candidează din partea BPD. | Muzeul Național de Istorie a Transilvaniei, Cluj | Cimec    |
|      | Demascăm un trădător de neam Emil Hațieganu | Datare: 1946 Dimensiuni: 22 cm; 30 cm Material: hârtie                                         | Poza lui Emil Hațieganu ( 1878-1959, universitar clujean, avocat, membru și deputat PNȚ, deținut politic între 1948-1955) în mijlocul unui grup unde se spune ca este și colaboratorul lui Horthy, prefectul Clujului. Este considerat trădător de neam "prin această mârșăvie a început șirul de trădări comise de Hațieganu contra românilor din Ardeal...Nu dați votul vostru trădătorului de neam Emil Hațieganu! Votați lista 1. cu semnul Soarele!" | Muzeul Național de Istorie a Transilvaniei, Cluj | Cimec    |
|      | Apel către publicul și artiștii și Cluj și Ardealul reîntregit de a vota SOARELE | Datare: 1946 Dimensiuni: 22 cm; 30 cm Material: hârtie                                         | "Glasul artiștilor de la Teatrul Național și Opera Română din Cluj" de a vota SOARELE în 19 nov. Sunt prezentate necesitățile consolidării prin vot a guvernul P. Groza. Este tipărită lista artiștilor care candidează din partea BND. | Muzeul Național de Istorie a Transilvaniei, Cluj | Cimec    |
|      | Muncitori, Plugari, Intelectuali, Votați SOARELE | Datare: 1946 Dimensiuni: 70 cm; 100 cm Material: hârtie                                        | Apelul ofițerilor armatei române de a vota Dr. Petru Groza. "Votând Soarele arătați dragoste față de Rege, Țară și Popor". Afișul are Tricolorul și lista cu candidații din partea armatei. | Muzeul Național de Istorie a Transilvaniei, Cluj | Cimec    |
|      | Apel al artiștilor clujeni de a vota Soarele | Datare: 1946 Dimensiuni: 70 cm; 100 cm Material: hârtie                                        | Lista artiștilor de la Teatrul Național și Opera Română care candidează pe lista nr. 1. Se reamintește perioada Diktatului de la Viena și realizările lui P. Groza. Afiș cu Tricolorul. | Muzeul Național de Istorie a Transilvaniei, Cluj | Cimec    |
|      | De ce votez SOARELE ? De ce lupt pentru victoria BPD în alegeri ? | Datare: 1946 Dimensiuni: 60 cm; 85 cm Material: hârtie                                         | Afiș cu citate din: casnică, student, plugar, sublocotenent care motivează de ce trebuie să se voteze Soarele. Exemplu "Votez lista nr. 1 a BPD deoarece prin platforma lui îmi asigură mie ca tânăr intelectual posibilitatea de a urma cursurile universitare, burse, premii...stud. Moldovan Iuliu, Someș" | Muzeul Național de Istorie a Transilvaniei, Cluj | Cimec    |
|      | Îndemn al muncitorilor ceferiști de a vota SOARELE | Datare: 1946 Dimensiuni: 45 cm; 62 cm Material: hârtie                                         | Apel al candidatului BPD Samuilă Negreanu către muncitorii ceferiști clujeni de a vota Soarele; portretul candidatului; sunt arătate binefacerile guvernului P. Groza. | Muzeul Național de Istorie a Transilvaniei, Cluj | Cimec    |
|      | Îndemn al muncitorilor ceferiști de a vota SOARELE | Datare: 1946 Dimensiuni: 45 cm; 62 cm Material: hârtie                                         | Apel al candidatului BPD Samuilă Negreanu către muncitorii ceferiști clujeni de a vota Soarele; portretul candidatului; sunt arătate binefacerile guvernului P. Groza. | Muzeul Național de Istorie a Transilvaniei, Cluj | Cimec    |
|      | Îndemn al muncitorilor ceferiști de a vota SOARELE | Datare: 1946 Dimensiuni: 16 cm; 22 cm Material: hârtie                                         | Apel al candidatului BPD Samuilă Negreanu către muncitorii ceferiști clujeni de a vota Soarele; portretul candidatului; sunt arătate binefacerile guvernului P. Groza. | Muzeul Național de Istorie a Transilvaniei, Cluj | Cimec    |
|      | Votați Vasile Vaida, fiu al acestui județ-candidat al BND | Datare: 1946 Dimensiuni: 70 cm; 100 cm Material: hârtie                                        | Portretul lui Vasile Vaida, cizmar, fiu de țăran din jud. Cluj, intemnițat la Caransebeș în 1941, eliderat după 23 aug., a luptat pentru reîntregirea Ardealui. Candidat al BPD, luptă pentru drepturile muncitorilor și țăranilor. "Vasile Vaida va fi întotdeauna cu voi Votați-l" | Muzeul Național de Istorie a Transilvaniei, Cluj | Cimec    |
|      | Prezentarea protopopului Vasiu Nicolae, candidat al BND, lista nr. 1 | Datare: 1946 Dimensiuni: 70 cm; 100 cm Material: hârtie                                        | Portretul și biografia protopopului Vasiu Nicolae, fiu de țăran, care a studiat Teologia, apoi Literele și Filosofia. Luptă pentru viața nouă și libertatea garantate de către candidații BND. Sloganul "Votați Soarele". | Muzeul Național de Istorie a Transilvaniei, Cluj | Cimec    |
|      | Cetățeni, pentru binele și viitorul copiilor voștri votați SOARELE. Dr. Ioan Stoica preș. Fr. Plugarilor Cluj | Datare: 1946 Dimensiuni: 16 cm; 22 cm Material: hârtie                                         | Portretul dr. Ioan Stoica prin care apelul „Frați plugari, v-au înșelat în trecut moșierii și cămătarii... Votați pt. mine ca fiu de plugar, voi apăra interesele țăranilor în parlamentul țării...”. | Muzeul Național de Istorie a Transilvaniei, Cluj | Cimec    |
|      | Apel al președintelui Frontului Plugarilor din jud. Cluj, Dr.Ioan Stoica, pentru a vota Soarele | Datare: 1946 Dimensiuni: 70 cm; 100 cm Material: hârtie                                        | Dr. Ioan Stoica prin apelul "Frați Plugari" cheamă țăranii din județul Cluj la vot, și îi îndeamnă sa voteze "Soarele păcii și al dreptății" care va aduce "fericirea voastră și a copiilor voștri". Sunt prezentate nepăsările moșierilor și ale partidelor politice istorice față de soarta țăranilor. | Muzeul Național de Istorie a Transilvaniei, Cluj | Cimec    |
|      | Pentru libertatea poporului - Apelul foștilor deținuți politici către alegători de a vota SOARELE | Datare: 1946 Dimensiuni: 50 cm; 70 cm Material: hârtie                                         | Deținuții politici care "am luptat contra întunericului, împotriva celor care răspândesc ura între popoare, ...pentru pâine libertate, ... am luptat contra războiului, pentru salvarea țării noastre de la dezastru... Scăpați din ghearele fasciștilor, între zidurile reci și întunecoase ale închisorilor...chemăm poporul să voteze lista nr. 1. Libertatea este Soarele vieții voastre!". Este prezentată lista celor care candidează. Afișul are tricolorul și în centru Soarele. | Muzeul Național de Istorie a Transilvaniei, Cluj | Cimec    |
|      | Pentru libertatea poporului - Apelul foștilor deținuți politici către alegători de a vota SOARELE | Datare: 1946 Dimensiuni: 22 cm; 30 cm Material: hârtie                                         | Deținuții politici care "am luptat contra întunericului, împotriva celor care răspândesc ura între popoare, ...pentru pâine libertate, ... am luptat contra războiului, pentru salvarea țării noastre de la dezastru... Scăpați din ghearele fasciștilor, între zidurile reci și întunecoase ale închisorilor...chemăm poporul să voteze lista nr. 1. Libertatea este Soarele vieții voastre!". Este prezentată lista candidaților. | Muzeul Național de Istorie a Transilvaniei, Cluj | Cimec    |
|      | Pentru libertatea poporului - Apelul foștilor deținuți politici către alegători de a vota SOARELE | Datare: 1946 Dimensiuni: 50 cm; 70 cm Material: hârtie                                         | Deținuții politici care "am luptat contra întunericului, împotriva celor care răspândesc ura între popoare, ...pentru pâine libertate, ... am luptat contra războiului, pentru salvarea țării noastre de la dezastru... Scăpați din ghearele fasciștilor, între zidurile reci și întunecoase ale închisorilor...chemăm poporul să voteze lista nr. 1. Libertatea este Soarele vieții voastre!". Este prezentată lista celor care candidează. Afișul are tricolorul și în centru Soarele. | Muzeul Național de Istorie a Transilvaniei, Cluj | Cimec    |
|      | Tovarăși maghiari, votați SOARELE | Datare: 1946 Dimensiuni: 25 cm; 35 cm Material: hârtie                                         | Îndemn către populația de etnie maghiară din Ardeal de a vota guvernul P. Groza, cheia prosperității și a bunei înțelegeri; sunt prezentate nenorocirile aduse tuturor de partidele istorice. | Muzeul Național de Istorie a Transilvaniei, Cluj | Cimec    |
|      | BPD asigură pensie pentru toate văduvele de război | Datare: 1946 Dimensiuni: L: 30 cm; Î: 43 cm Material: hârtie                                   | BPD asigură pensie pentru toate văduvele de război, și îndemnul de a vota SOARELE. Cerneală roșie; tipografia Minerva Cluj. | Muzeul Național de Istorie a Transilvaniei, Cluj | Cimec    |
|      | BPD asigură alocații din partea statului pt. văduve și copii | Datare: 1946 Dimensiuni: L: 30 cm; Î: 43 cm Material: hârtie                                   | BPD asigură alocații din partea statului pentru văduve și copii | Muzeul Național de Istorie a Transilvaniei, Cluj | Cimec    |
|      | BPD promite alocații pentru reconstruirea caselor distruse de război | Datare: 1946 Dimensiuni: L: 60 cm; Î: 20 cm Material: hârtie                                   | BPD promite alocații pentru reconstruirea caselor distruse de război; manifest tipărit la Minerva, Cluj | Muzeul Național de Istorie a Transilvaniei, Cluj | Cimec    |
|      | Apărarea Patriotică promite ajutoare pt. reconstruirea caselor, din partea BPD | Datare: 1946 Dimensiuni: L: 60 cm; Î: 20 cm Material: hârtie                                   | Apărarea Patriotică promite ajutoare pentru reconstruirea caselor, din partea BPD | Muzeul Național de Istorie a Transilvaniei, Cluj | Cimec    |
|      | Numai BPD asigură drepturi egale tuturor naționalităților conlocuitoare. Apărarea Patriotică | Datare: 1946 Dimensiuni: L: 60 cm; Î: 20 cm Material: hârtie                                   | "Numai BPD asigură drepturi egale tuturor naționalităților conlocuitoare. Apărarea Patriotică" | Muzeul Național de Istorie a Transilvaniei, Cluj | Cimec    |
|      | BPD luptă împotriva șovinismului | Datare: 1946 Dimensiuni: L: 60 cm; Î: 20 cm Material: hârtie                                   | BPD luptă împotriva șovinismului; mesaj din partea maghiarilor | Muzeul Național de Istorie a Transilvaniei, Cluj | Cimec    |
|      | Trăiască victoria democrației unite în primele alegeri libere ! Apărarea Patriotică | Datare: 1946 Dimensiuni: L: 60 cm; Î: 20 cm Material: hârtie                                   | "Trăiască victoria democrației unite în primele alegeri libere! Apărarea Patriotică" | Muzeul Național de Istorie a Transilvaniei, Cluj | Cimec    |
|      | BPD construiește spitale, sanatorii și case de odihnă pt. muncitori și funcționari. Apărarea Patriotică | Datare: 1946 Dimensiuni: L: 60 cm; Î: 20 cm Material: hârtie                                   | "BPD construiește spitale, sanatorii și case de odihnă pentru muncitori și funcționari. Apărarea Patriotică"; tipografia Minerva, Cluj | Muzeul Național de Istorie a Transilvaniei, Cluj | Cimec    |
|      | BPD va reduce neștiința de carte prin cursuri speciale la sate și orașe. Apărarea Patriotică | Datare: 1946 Dimensiuni: L: 60 cm; Î: 20 cm Material: hârtie                                   | "BPD va reduce neștiința de carte prin cursuri speciale la sate și orașe. Apărarea Patriotică"; tipografia Minerva, Cluj | Muzeul Național de Istorie a Transilvaniei, Cluj | Cimec    |
|      | BPD va reduce neștiința de carte prin cursuri speciale la sate și orașe. Apărarea Patriotică | Datare: 1946 Dimensiuni: L: 60 cm; Î: 20 cm Material: hârtie                                   | "BPD va reduce neștiința de carte prin cursuri speciale la sate și orașe. Apărarea Patriotică". Tipografia Minerva | Muzeul Național de Istorie a Transilvaniei, Cluj | Cimec    |
|      | BPD construiește spitale, sanatorii și case de odihnă pt. muncitori și funcționari. Apărarea Patriotică | Datare: 1946 Dimensiuni: L: 60 cm; Î: 20 cm Material: hârtie                                   | "BPD construiește spitale, sanatorii și case de odihnă pentru muncitori și funcționari. Apărarea Patriotică". Tipografia Minerva, Cluj | Muzeul Național de Istorie a Transilvaniei, Cluj | Cimec    |
|      | BPD construiește spitale, sanatorii și case de odihnă pt. muncitori și funcționari. Apărarea Patriotică | Datare: 1946 Dimensiuni: L: 60 cm; Î: 20 cm Material: hârtie                                   | BPD construiește spitale, sanatorii și case de odihnă pentru muncitori și funcționari. Apărarea Patriotică". Tipografia Minerva, Cluj | Muzeul Național de Istorie a Transilvaniei, Cluj | Cimec    |
|      | Lucian Blaga către Ion Breazu cu rugăminte de a-i trimite studiul asupra operei sale poetice publicat în rev. "Cosânzeana" Autor: Blaga, Lucian | Datare: 02.03.1926 Dimensiuni: L: 18 cm; Î: 17 cm Material: hârtie                             | Blaga apreciază poziția "critică-pozitivă" asupra lucrărilor sale, a prof. I. Breazu (istoric literar, prof. la Univ. Cluj) și îi semnalează apariția piesei "Fapta", care dacă nu se găsește în librăriile din Cluj i-o va trimite. | Muzeul Național de Istorie a Transilvaniei, Cluj | Cimec    |
|      | L. Blaga către I. Breazu referitor la piesa "Meșterul Manole" Autor: Blaga, Lucian | Datare: 01.01.1927 Dimensiuni: L: 14 cm; Î: 9 cm Material: hârtie                              | Expediată din Varșovia, cu informații despre transcrierea piesei "Meșterul Manole", pe care o va trimite lui prof. Breazu (istoric literar, prof. la Univ. din Cluj). | Muzeul Național de Istorie a Transilvaniei, Cluj | Cimec    |
|      | Blaga către Breazu cu referire la piesa "Meșterul Manole" Autor: Blaga, Lucian | Datare: 05.03.1927 Dimensiuni: L: 14 cm; Î: 9 cm Material: hârtie                              | Blaga își exprimă bucuria la vestea că piesa i-a plăcut lui Breazu, la fel ca și lui Sextil Pușcariu și cere informații despre critica operei sale. | Muzeul Național de Istorie a Transilvaniei, Cluj | Cimec    |
|      | Blaga către Breazu; îl anunță că îi trimite manuscrisul dactilografiat al piesei "Meșterul Manole" pt. a-și spune părerea Autor: Blaga, Lucian | Datare: 05.02.1927 Dimensiuni: LA: 21 cm: Î: 36 cm Material: hârtie                            | Blaga își exprimă regretul de a nu fi jucate piesele sale din motive de ranchiună personală. Lucrează la o piesă nouă care dacă nu se va juca intenționează să o dea lui Tănase. | Muzeul Național de Istorie a Transilvaniei, Cluj | Cimec    |
|      | Blaga către Breazu; îl anunță de tipărirea piesei "Meșterul Manole" Autor: Blaga, Lucian | Datare: 31.05.1927 Dimensiuni: LA: 13 cm; Î:21 cm Material: hârtie                             | Blaga îl anunță pe Breazu de intenția de a pleca în concediu, nu la Paris cum ar fi dorit, ci la Sibiu pt. a se ocupa de tipărirea piesei. Îl informează pe prof. Breazu despre tipărirea studiului său la toamnă. Îl roagă să se intereseze de Tolu, Oțetea, Roșca, vechi prieteni și colegi de școală, plecați la Paris. | Muzeul Național de Istorie a Transilvaniei, Cluj | Cimec    |
|      | Blaga către Breazu cu rugămintea de a-i semnala recenziile despre "Meșterul Manole" Autor: Blaga, Lucian | Dimensiuni: L: 13 cm; Î: 8 cm Material: hârtie                                                 | Blaga îl anunță pe Breazu de o scurtă vizită la Varșovia, cu rugămintea de a-i semnala recenziile la "Meșterul Manole". | Muzeul Național de Istorie a Transilvaniei, Cluj | Cimec    |
|      | Blaga îi mulțumește lui Breazu pentru trimiterea recenziei lui Bogdan Duică la "Meșterul Manole" Autor: Blaga, Lucian | Datare: 27.08.1927 Dimensiuni: LA: 18 cm; Î: 22 cm Material: hârtie                            | Blaga își exprimă ironia la priceperea literară a lui Bogdan Duică care l-a numit caraghios pe Van Gogh și care, de când a devenit liberal, scrie cu entuziasm despre Pillat. Blaga este sceptic în privința succesului piesei, acum lucrând la grotesca "Lăcașul călător". Dorește o călătorie de întâlnire la Paris, amânată din motive financiare. | Muzeul Național de Istorie a Transilvaniei, Cluj | Cimec    |
|      | Blaga despre "complotul tăcerii" la "Meșterul Manole" și transferul la Legația română de la Praga Autor: Blaga, Lucian | Datare: 02.11.1927 Dimensiuni: L: 18 cm; Î: 22 cm Material: hârtie                             | Blaga își exprimă intenția de a nu mai scrie câțiva ani, la fel ca Paul Valery ("am obosit publicul"). Îl anunță pe Breazu de transferul la Praga. | Muzeul Național de Istorie a Transilvaniei, Cluj | Cimec    |
|      | Blaga îi scrie lui Breazu despre recenziile citite în presa literară la "Meșterul Manole" Autor: Blaga, Lucian | Datare: 10.12.1927 Dimensiuni: L: 13 cm; Î: 8,5 cm Material: hârtie                            | Blaga îi transmite lui Breazu urări de Crăciun și îi semnalează recenziile din "Viața literară" și din "Cuvântul", "mai favorabile decât cele despre alte cărți ale mele". Timbru decupat. | Muzeul Național de Istorie a Transilvaniei, Cluj | Cimec    |
|      | Blaga îi răspunde lui Breazu în privința colaborării la un nr. special închinat Ardealului al "Societății de Mâine" Autor: Blaga, Lucian | Datare: 01.01.1928 Dimensiuni: L: 21 cm; Î: 27 cm Material: hârtie                             | Scrisoare expediată de la Legation de Roumanie en Suisse, în care Blaga îl roagă pe Breazu să colaboreze la revista "Klingsor", condusă de scriitorul sas de la Brașov, Heinrich Zillich, cu articole despre literatura română. | Muzeul Național de Istorie a Transilvaniei, Cluj | Cimec    |
|      | Blaga îi adresează mulțumiri lui I. Breazu pt. recenzia din "Societatea de Mâine" Autor: Blaga, Lucian | Datare: 01.01.1928 Dimensiuni: L: 14 cm; Î: 9 cm Material: hârtie                              | Blaga îl anunță pe Breazu și despre transferul său la Berna sau la Belgrad. Timbrul a fost decupat fără a afecta textul. | Muzeul Național de Istorie a Transilvaniei, Cluj | Cimec    |
|      | Blaga îl anunță pe I. Breazu de mutarea sa la Legația Română din Berna Autor: Blaga, Lucian | Datare: 12.03.1928 Dimensiuni: L: 14 cm; Î: 9 cm Material: hârtie                              | Blaga îl anunță pe Breazu și despre intenția de a vizita Parisul cu rugămintea de a-i fi ghid. Timbrul a fost decupat fără a afecta textul. | Muzeul Național de Istorie a Transilvaniei, Cluj | Cimec    |
|      | Blaga îi adresează lui Breazu "toate gândurile mele bune" dintr-o excursie pe lacul Thun Autor: Blaga, Lucian | Datare: 08.04.1928 Dimensiuni: L: 14 cm; Î: 9 cm Material: hârtie                              | Blaga face referire la revista "Gândirea" în metafora folosită, numindu-se ciobanul din ilustrată. | Muzeul Național de Istorie a Transilvaniei, Cluj | Cimec    |
|      | Blaga îi relatează lui Breazu întâlnirea cu Titulescu la Geneva, la sesiunea Ligei, și planurile sale literare Autor: Blaga, Lucian | Datare: 10.06.1928 Dimensiuni: LA: 18 cm; Î: 25 cm Material: hârtie                            | Blaga îl prezintă pe Titulescu:"inteligență excepțională, de astă dată nu în discursuri, ci în operațiunile de culise. L-am cunoscut personal. E un om cum desigur nu avem al doilea". Planuri literare: un volum de poezii "Lauda somnului", traducerea în germană a piesei "Meșterul Manole", o grotescă comedie "Lăcașul călător". Îl invită pe I. Breazu la Berna. | Muzeul Național de Istorie a Transilvaniei, Cluj | Cimec    |
|      | Blaga îi relatează lui I. Breazu activitatea sa la Legația Română din Elveția (organizează conferințe și concerte radiofonice românești la Zurich) și planurile literare Autor: Blaga, Lucian                                                                            | Datare: 01.09.1928 Dimensiuni: LA: 21 cm; Î: 27 cm Material: hârtie                            | Blaga îl anunță pe prof. Breazu despre traducerea piesei "Meșterul Manole" în germană și italiană, despre tipărirea vol. de poezii "Lauda Somnului", despre lucrul la cartea de folosofie; îi roagă să-i trimită rev. "Transilvania". | Muzeul Național de Istorie a Transilvaniei, Cluj | Cimec    |
|      | Blaga îi scrie lui Breazu despre posibilitatea ca "Meșterul Manole" să fie jucată în Berna și îi roagă să-i trimită rev. literare din țară Autor: Blaga, Lucian | Datare: 27.09.1928 Dimensiuni: LA: 21 cm; Î: 27 cm Material: hârtie                            | Blaga îi descrie lui Ion Breazu întâlnirea cu scriitorul elvețian Hogo Marti, care a ținut o conferință despre "Meșterul Manole", iar regizorul teatrului a citit 2 acte și și-a arătat dispoziția de a o pune în scenă, caracterizând-o drept "o admirabilă și impresionantă dramă românească". Blaga îl roagă pe Breazu să-i trimită cărți si reviste românești. | Muzeul Național de Istorie a Transilvaniei, Cluj | Cimec    |
|      | Blaga îi scrie lui I. Breazu despre simpatia presei elvețiene pt. ardeleni și despre introducerea în repertoriul teatrului din Berna a piesei "Meșterul Manole" Autor: Blaga, Lucian                                                                                     | Datare: 15.11.2008 Dimensiuni: LA: 21 cm; Î: 27 cm Material: hârtie                            | Scrisoare cu antetul "Legation De Roumanie En Suisse". Blaga comentează știrea numirii lui Victor Eftimiu la Teatrul Național; îl anunță pe Breazu ca îi trimite bani pentru a-i cumpăra și trimite "Getica", "Iarba fiarelor" etc. și presa. | Muzeul Național de Istorie a Transilvaniei, Cluj | Cimec    |
|      | Blaga îl scrie lui Breazu despre lecturile sale, și despre programarea, pe martie, a piesei "Meșterul Manole", pt a fi jucată la Berna Autor: Blaga, Lucian | Datare: 27.12.1928 Dimensiuni: LA: 21 cm; Î: 27 cm Material: hârtie                            | Scrisoare cu antetul "Legation De Roumanie En Suisse". Blaga îi mai scrie lui Breazu despre faptul ca a citit "Getica" și îl roagă să îi trimită "Iarba Fiarelor". Este sceptic în privința punerii în scenă în martie a "Meșterului Manole" | Muzeul Național de Istorie a Transilvaniei, Cluj | Cimec    |
|      | Blaga îi scrie lui I. Breazu despre noua sa dramă "Cruciada copiilor" și despre premierea la "Meșterul Manole" în Berna Autor: Blaga, Lucian | Datare: 15.11.1929 Dimensiuni: LA: 21 cm; Î: 27 cm Material: hârtie                            | Blaga îi scrie lui Breazu despre dezamăgirea sa legată de faptul că "Meșterul Manole", deși a fost anunțat la Cluj, acum nu se mai amintește nimic; îl roagă să facă scandal în "Patria", considerând aceasta "o nouă ofensă din partea clujenilor. | Muzeul Național de Istorie a Transilvaniei, Cluj | Cimec    |
|      | Blaga îi scrie lui Breazu despre premiera la "Meșterul Manole" amânată pe 18 nov. (Berna) Autor: Blaga, Lucian | Datare: 01.10.1929 Dimensiuni: LA: 21 cm; Î: 27 cm Material: hârtie                            | Blaga îi scrie lui Breazu despre faptul că a terminat "Cruciada copiilor" și ca o să fie primul care o va citi; îl roagă să-i trimită regulat "Viața românească", "Viața literară", "Vitrina literară". | Muzeul Național de Istorie a Transilvaniei, Cluj | Cimec    |
|      | Blaga îi scrie lui Breazu despre ecoul piesei "Meșterul Manole" la Berna Autor: Blaga, Lucian | Datare: 01.01.1929 Dimensiuni: LA: 21 cm; Î: 27 cm Material: hârtie                            | Blaga îi scrie lui Breazu de la Geneva, unde participă la o conferință. Îl anunță ca i-a trimis la univ. din Cluj o serie de reviste cu cronici la "Meșterul Manole", majoritatea pozitive, cu rugămintea de a le face cunoscute în "Patria", la Cluj. | Muzeul Național de Istorie a Transilvaniei, Cluj | Cimec    |
|      | Blaga îi scrie prof. Breazu despre succesul piesei "Meșterul Manole" la Berna și intenția de a veni la Cluj Autor: Blaga, Lucian | Datare: 01.12.1929 Dimensiuni: L: 14 cm; Î: 9 cm Material: hârtie                              | Blaga îl roagă pe Breazu să facă un rezumat în "Patria" (Cluj) al cronicilor despre piesă, apărute la Berna; îi scrie faptul ca "Meșterul Manole" se va mai juca aici; îl anunță ca îi va trimite pentru observații textul de la "Cruciada copiilor"; cronicile au fost trimise și lui Bogdan-Duică. | Muzeul Național de Istorie a Transilvaniei, Cluj | Cimec    |
|      | Blaga îi mulțumește prof. Breazu despre comentariile la "Cruciada copiilor" și de cronicile din "Patria" Autor: Blaga, Lucian | Datare: 27.12.1929 Dimensiuni: L: 14 cm; Î: 9 cm Material: hârtie                              | Blaga îi mai scrie lui Breazu despre faptul ca va veni la Sibiu și apoi la Cluj, pentru a-l întâlni; piesa va fi publicată la Sibiu în ianuarie. | Muzeul Național de Istorie a Transilvaniei, Cluj | Cimec    |
|      | Blaga îi scrie lui Breazu despre faptul că a redus la 7 tablouri "Meșterul Manole", pentru Teatrul din Cluj Autor: Blaga, Lucian | Datare: 01.01.1929 Dimensiuni: L: 14 cm; Î: 9 cm Material: hârtie                              | Blaga îi cere lui Breazu informații despre ce este la Cluj; într-o scrisoare îi va da lămuriri despre noua formă a piesei. | Muzeul Național de Istorie a Transilvaniei, Cluj | Cimec    |
|      | Blaga îi scrie lui Breazu despre bucuria pe care a avut-o la succesul piesei "Meșterul Manole" la Cluj Autor: Blaga, Lucian | Datare: 20.04.1929 Dimensiuni: L: 14 cm; Î: 9 cm Material: hârtie                              | Ilustrată din Berna; Blaga regretă ca nu l-a întâlnit pe Breazu la Cluj; îl roagă să-i trimită reacții din presă precum și articolele lui Bogdan Duică din "Națiunea" | Muzeul Național de Istorie a Transilvaniei, Cluj | Cimec    |
|      | Blaga către Breazu: "dragoste și frăție din sudul Franței" Autor: Blaga, Lucian | Datare: 10.08.1929 Dimensiuni: L: 14 cm; Î: 9 cm Material: hârtie                              | Ilustrată sepia de pe plaja Cazinoului și Cap d'Antibes. | Muzeul Național de Istorie a Transilvaniei, Cluj | Cimec    |
|      | Blaga îl roagă pe Breazu să publice în "Patria" o notiță trimisă de la Berna Autor: Blaga, Lucian | Datare: 01.12.1929 Dimensiuni: L: 14 cm; Î: 9 cm Material: hârtie                              | Materialul trimis de Blaga lui Breazu spre publicare îl are ca țintă pe Bogdan Duică. | Muzeul Național de Istorie a Transilvaniei, Cluj | Cimec    |
|      | Blaga către I. Breazu despre succesul "Meșterului Manole", despre revista literară "Darul vremii" și despre viața culturală și literară din Ardeal Autor: Blaga, Lucian                                                                                                  | Datare: 1930 Dimensiuni: L: 20 cm; Î: 27 cm Material: hârtie                                   | Scrisoare expediată lui I. Breazu (1901-1958), istoric literar, prof univ. La Universitate din Cluj, redactor șef al revistei "Transilvania", de la Legația română din Elveția. Breazu este rugat sa mai trimită exemplare la librăria clujeană "V. Cioflec" din "Meșterul Manole" și "Cruciada copiilor". Blaga este încântat de "întețirea vieții culturale și literare din Ardeal" prevăzând și aici o "Românie literară". | Muzeul Național de Istorie a Transilvaniei, Cluj | Cimec    |
|      | L. Blaga către I. Breazu despre "proba de foc a Cruciadei la Cluj"; despre studiul critic a lui Breazu la opera lui Blaga; despre talentul lui R. Ladea Autor: Blaga, Lucian                                                                                             | Datare: 1930 Dimensiuni: L: 20 cm; Î: 27 cm Material: hârtie                                   | Blaga îi roaga pe Breazu să-i scrie mai amănunțit despre viața politică din țară; Blaga îl anunță pe Breazu de intenția de a asista la repetițile la "Cruciada copiilor" la Cluj; Blaga îi atrage atenția lui Breazu despre dorința sa, ca în studiul critic sa pună accentul pe "Lauda somnului", "În marea tăcere", "Manole", "Cruciada", Tulburarea" și Fapta". Sunt amintiți E. Lovinescu și V. Străinu cu studii critice laudative despre poemele sale. | Muzeul Național de Istorie a Transilvaniei, Cluj | Cimec    |
|      | L. Blaga către L. Breazu despre așteptarea cu nerăbdare a revistei "Viața literară" cu recenzii despre "Cruciada" și indicații regizorale Autor: Blaga, Lucian | Datare: 1930 Dimensiuni: L: 20 cm; Î: 27 cm Material: hârtie                                   | Scrisoare expediată lui I. Breazu (1901-1958), istoric literar, prof univ. la Universitatea din Cluj, redactor șef al revistei "Transilvania", de la Legația română din Elveția. Blaga îi spune despre indicațiile trimise lui Pavel Chinezu și bucuria de a avea un copil peste o lună. | Muzeul Național de Istorie a Transilvaniei, Cluj | Cimec    |
|      | Blaga către I. Breazu cu rugămintea de a-i publica în "Societatea de mâine" studiul "Daimonion" Autor: Blaga, Lucian | Datare: 1930 Dimensiuni: L: 22 cm; Î: 33 cm Material: hârtie                                   | Scrisoare expediată lui I. Breazu (1901-1958), istoric literar, prof univ. la Universitatea din Cluj, redactor șef al revistei "Transilvania", de la Legația română din Elveția. Breazu este rugat să publice studiul "Daimonion", apărut în 1926 în "Universul", acum refăcut și completat "încât a devenit un nou cristal". Sunt prezentate apoi condițiile grafice și nr. de exemplare. | Muzeul Național de Istorie a Transilvaniei, Cluj | Cimec    |
|      | Blaga îi scrie lui Breazu despre nașterea fetiței sale; despre "Cruciada copiiilor" jucată Cluj și București; despre legea teatrelor Autor: Blaga, Lucian | Datare: 1930 Dimensiuni: L: 22 cm; Î: 27 cm Material: hârtie                                   | Scrisoare expediată lui I. Breazu (1901-1958), istoric literar, prof univ. la Universitatea din Cluj, redactor șef al revistei "Transilvania", de la Legația română din Elveția. Blaga este nemulțumit de regia de la Cluj pt. "Cruciada", își exprimă teama că Victor Eftimiu va boicota piesa la București printr-o distribuție proastă. Legea teatrelor o numește "anticulturală". Blaga îl anunță ca va începe lucrul la cartea de filozofie "Eonul dogmatic". | Muzeul Național de Istorie a Transilvaniei, Cluj | Cimec    |
|      | Blaga îi scrie lui Breazu că i-a trimis manuscrisul la "Daimonion" la Cluj, la Muzeul Limbii Române Autor: Blaga, Lucian | Datare: 1930 Dimensiuni: L: 22 cm; Î: 33 cm Material: hârtie                                   | Scrisoare expediată lui I. Breazu (1901-1958), istoric literar, prof univ. la Universitatea din Cluj, redactor șef al revistei "Transilvania", de la Legația română din Elveția. Blaga speră că manuscrisul îi va fi trimis lui Breazu la Petroșani. Se bucură că "Societatea de mâine" dorește să-l publice. | Muzeul Național de Istorie a Transilvaniei, Cluj | Cimec    |
|      | Blaga îl anunță pe I. Breazu că îi trimite un articol-studiu pentru "Darul vremii", precum și persoanele la care să trimită nr. cu articolul Autor: Blaga, Lucian | Datare: 1930 Dimensiuni: L: 21 cm; Î: 33 cm Material: hârtie                                   | Scrisoare expediată lui I. Breazu (1901-1958), istoric literar, prof univ. la Universitatea din Cluj, redactor șef al revistei "Transilvania", de la Legația română din Elveția. Blaga dorește ca articolul pt. "Darul vremii" să apară fără greșeli de tipar și să fie trimis lui Crainic, Bocuța, Vianu, Voiculescu, Pillat, Dragnea. | Muzeul Național de Istorie a Transilvaniei, Cluj | Cimec    |
|      | Blaga îi scrie lui Breazu că a citit articolul său despre "Cruciada copiilor" și că dintre toți criticii are interpretarea "cea mai apropiată de adevărul meu." Îl roagă sa facă o adăugire la articolul pt. "Darul vremii". Autor: Blaga, Lucian                        | Datare: 1930 Dimensiuni: L: 22 cm; Î: 35 cm Material: hârtie                                   | Scrisoare expediată lui I. Breazu (1901-1958), istoric literar, prof univ. la Universitatea din Cluj, redactor șef al revistei "Transilvania", de la Legația română din Elveția. Blaga dorește ca Breazu să adauge în textul studiului "Simboluri spațiale", la locul precizat de el cuvintele "de infinitul ondulat", care exprimă tot "sensul articolului." | Muzeul Național de Istorie a Transilvaniei, Cluj | Cimec    |
|      | Blaga îi trimite lui Breazu o parte din "Daimonion" împreună cu indicații de tipărire; face un apel pt. constituirea unui Comitet de intelectuali care să pregătească centenarul Goethe Autor: Blaga, Lucian                                                             | Datare: 1930 Dimensiuni: L: 22 cm: Î: 35 cm Material: hârtie                                   | Scrisoare expediată lui I. Breazu (1901-1958), istoric literar, prof univ. la Universitatea din Cluj, redactor șef al revistei "Transilvania", de la Legația română din Elveția. Studiul "Daimonion" este un omagiu adus lui Goethe, care va fi publicat în broșură la "Societatea de mâine". | Muzeul Național de Istorie a Transilvaniei, Cluj | Cimec    |
|      | Blaga îl anunță pe Breazu că îi trimite restul studiului ("Daimonion") cu rugămintea de a fi atent la corecturi Autor: Blaga, Lucian | Datare: 1930 Dimensiuni: L: 22 cm; Î: 33 cm Material: hârtie                                   | Scrisoare expediată lui I. Breazu (1901-1958), istoric literar, prof univ. la Universitatea din Cluj, redactor șef al revistei "Transilvania", de la Legația română din Elveția. Blaga îl anunță pe Breazu despre lucru la "Eonul dogmatic", "alături de el crește și se dezvoltă fără nici un concurs al meu, Dorli". | Muzeul Național de Istorie a Transilvaniei, Cluj | Cimec    |
|      | Blaga îi scrie lui Breazu despre o călatorie pe Valea Rinului, despre lucrul la "Eon" și îi mulțumește pt. modul în care a apărut "Daimonion" Autor: Blaga, Lucian | Datare: 1930 Dimensiuni: L: 22 cm; Î: 33 cm Material: hârtie                                   | Scrisoare expediată lui I. Breazu (1901-1958), istoric literar, prof univ. la Universitatea din Cluj, redactor șef al revistei "Transilvania", de la Legația română din Elveția. Blaga îl mai anunță pe Breazu ca pregătește împreună cu un scriitor elvețian o antologie de poezii populare românești. | Muzeul Național de Istorie a Transilvaniei, Cluj | Cimec    |
|      | Blaga îi scrie lui Brezu despre "Eon", care va apărea în "Gândirea" Autor: Blaga, Lucian | Datare: 1930 Dimensiuni: L: 22 cm; Î: 33 cm Material: hârtie                                   | Scrisoare expediată lui I. Breazu (1901-1958), istoric literar, prof univ. la Universitatea din Cluj, redactor șef al revistei "Transilvania", de la Legația română din Elveția. Blaga îl anunță pe Breazu și despre apariția broșurii "Poezia lui Lucian Blaga" de Petre Drăghici. | Muzeul Național de Istorie a Transilvaniei, Cluj | Cimec    |
|      | Blaga îi scrie lui Breazu despre coperta la "Daimonion" și despre alte proiecte literare pt. "Gândirea" și "Darul vremii" Autor: Blaga, Lucian | Datare: 1930 Dimensiuni: L: 22 cm; Î: 33 cm Material: hârtie                                   | Scrisoare expediată lui I. Breazu (1901-1958), istoric literar, prof univ. la Universitatea din Cluj, redactor șef al revistei "Transilvania", de la Legația română din Elveția. Blaga este nemulțumit de amânarea spectacolului "Cruciada" la București; îi indică lui Breazu locurile în care să pună în vânzare "Daimonion". | Muzeul Național de Istorie a Transilvaniei, Cluj | Cimec    |
|      | Blaga îi mulțumește lui Breazu pt. "modul splendid" în care a fost tipărit "Daimonion" și îl roagă să publice în "Societatea de mâine" un articol despre "Eonul dogmatic" Autor: Blaga, Lucian                                                                           | Datare: 1930 Dimensiuni: L: 22 cm; Î: 33 cm Material: hârtie                                   | Scrisoare expediată lui I. Breazu (1901-1958), istoric literar, prof univ. la Universitatea din Cluj, redactor șef al revistei "Transilvania", de la Legația română din Elveția. Blaga îl anunță pe Breazu că nu se va prezenta la concursul pentru catedra de estetică "fiindcă nu mă pot învinge să mai joc rolul de <> ". | Muzeul Național de Istorie a Transilvaniei, Cluj | Cimec    |
|      | Blaga îi scrie lui Breazu despre vizita la București și îi mulțumește pentru articolele din "Patria", despre el Autor: Blaga, Lucian | Datare: 1930 Dimensiuni: L: 22 cm; Î: 33 cm Material: hârtie                                   | Scrisoare expediată lui I. Breazu (1901-1958), istoric literar, prof univ. la Universitatea din Cluj, redactor șef al revistei "Transilvania", de la Legația română din Elveția. Blaga îl roagă pe Breazu să îi scrie despre cum au jucat clujenii "Meșterul Manole"; Blaga îi mărturisește lui Breazu decepția avută la București (în legătură cu "Cruciada"). | Muzeul Național de Istorie a Transilvaniei, Cluj | Cimec    |
|      | Blaga îi mulțumește lui Breazu pentru "publicistica ardeleană despre mine" și despre promisiunea lui Eftimiu de a juca "Cruciada" Autor: Blaga, Lucian | Datare: 1930 Dimensiuni: L: 22 cm; Î: 33 cm Material: hârtie                                   | Scrisoare expediată lui I. Breazu (1901-1958), istoric literar, prof univ. la Universitatea din Cluj, redactor șef al revistei "Transilvania", de la Legația română din Elveția. Blaga îi scrie lui Breazu și despre sarcinile sporite de serviciu; îl roagă să-i trimită noua revistă apărută la Bucuresști "Herald", cu primul număr dedicat operei lui (Blaga). | Muzeul Național de Istorie a Transilvaniei, Cluj | Cimec    |
|      | Blaga în trimite lui I. Breazu "un salut călduros din Valea Rinului" Autor: Blaga, Lucian | Datare: 1930 Dimensiuni: L: 14 cm; Î: 9 cm Material: hârtie                                    | Scrisoare expediată lui I. Breazu (1901-1958), istoric literar, prof univ. la Universitatea din Cluj, redactor șef al revistei "Transilvania", de la Legația română din Elveția. Ilustrata este expediată de Blaga de pe Valea Rinului. | Muzeul Național de Istorie a Transilvaniei, Cluj | Cimec    |
|      | Blaga îi scrie lui Breazu despre posibilitatea de a veni la București la premiera "Cruciadei" și despre "Eon" care este prima sa operă filozofică, "un gând nou în filozofie" Autor: Blaga, Lucian                                                                       | Datare: 1931 Dimensiuni: L: 22 cm; Î: 33 cm Material: hârtie                                   | Scrisoare expediată lui I. Breazu (1901-1958), istoric literar, prof univ. la Universitatea din Cluj, redactor șef al revistei "Transilvania", de la Legația română din Elveția. Blaga este supărat de amânarea premierei "Cruciadei"; îi mulțumește lui Breazu pt. articolele din "Patria". Blaga spune că consideră "Eonul" prima sa operă de filozofie, o "metodologie metafizică", "un gând nou în filozofie". | Muzeul Național de Istorie a Transilvaniei, Cluj | Cimec    |
|      | Blaga îi scrie lui Breazu despre premiera piesei "Cruciada copiilor", la Teatrul Național București Autor: Blaga, Lucian | Datare: 1931 Dimensiuni: L: 22 cm; Î: 33 cm Material: hârtie                                   | Scrisoare expediată lui I. Breazu (1901-1958), istoric literar, prof univ. la Universitatea din Cluj, redactor șef al revistei "Transilvania", de la Legația română din Elveția. Blaga este nemulțumit de modul în care a fost jucată piesa, apreciată de critică pt. "înalta valoare poetică" și de aproape toată presa culturală. "Mizerabil a fost Curentul (antipatie organică între "spiritualitate" și "grajdul lui Augias")" scrie Blaga. | Muzeul Național de Istorie a Transilvaniei, Cluj | Cimec    |
|      | Blaga îi scrie lui Breazu despre distribuirea în țară a lucrării "Daimonion" și despre întregirea "Eonului" Autor: Blaga, Lucian | Datare: 1931 Dimensiuni: L: 22 cm; Î. 33 cm Material: hârtie                                   | Scrisoare expediată lui I. Breazu (1901-1958), istoric literar, prof univ. la Universitatea din Cluj, redactor șef al revistei "Transilvania", de la Legația română din Elveția. Blaga îi scrie lui Breazu despe faptul că ziarele nu au semnalat apariția lucrării "Daimonion"; dorește să vină vara în concediu în țară. | Muzeul Național de Istorie a Transilvaniei, Cluj | Cimec    |
|      | Blaga îi scrie lui Breazu despre amintirile întâlnirii lor la Paris în 1926; Blaga spune "aștept noutăți din Clujul deziluziilor mele" Autor: Blaga, Lucian | Datare: 1930 Material: hârtie                                                                  | Scrisoare expediată lui I. Breazu (1901-1958), istoric literar, prof univ. la Universitatea din Cluj, redactor șef al revistei "Transilvania", de la Legația română din Elveția. Blaga îl roagă pe Breazu să-i trimită o monografie "Avram Iancu". | Muzeul Național de Istorie a Transilvaniei, Cluj | Cimec    |
|      | Blaga îi scrie lui Breazu despre atacurile lui Duică din "Națiunea"; "Eonul Dogmatic" a fost apreciat de Universitatea din Berna Autor: Blaga, Lucian | Datare: 1931 Dimensiuni: L: 22 cm; Î: 33 cm Material: hârtie                                   | Scrisoare expediată lui I. Breazu (1901-1958), istoric literar, prof univ. la Universitatea din Cluj, redactor șef al revistei "Transilvania", de la Legația română din Elveția. Blaga îl roagă pe Breazu să-i trimită toate numerele din "Națiunea" cu atacuri la adresa sa pt. a răspunde; îi scrie despre succesul "Eonului" care urmează a fi publicat în germană. | Muzeul Național de Istorie a Transilvaniei, Cluj | Cimec    |
|      | Blaga își exprimă nemulțumirea de a nu putea să-i răspundă lui Duică și îl roagă din nou pe Breazu să-i trimită toate articolele acestuia din "Națiunea" Autor: Blaga, Lucian                                                                                            | Datare: 1931 Dimensiuni: L: 22 cm; Î: 33 cm Material: hârtie                                   | Scrisoare expediată lui I. Breazu (1901-1958), istoric literar, prof univ. la Universitatea din Cluj, redactor șef al revistei "Transilvania", de la Legația română din Elveția. Blaga îl roagă pe Breazu să-i trimită toate numerele din "Națiunea" cu atacuri la adresa sa pentru a răspunde. "Și te asigur că ai să vezi ce încă n-a văzut Ardealul". | Muzeul Național de Istorie a Transilvaniei, Cluj | Cimec    |
|      | Blaga îi scrie lui Breazu despre acuzele gen "pamflet" ale lui Duică și răstălmăcirile ideilor sale filozofice; va colabora la o prestigioasă rev. de filozofie din Berlin Autor: Blaga, Lucian                                                                          | Datare: 1931 Dimensiuni: L: 22 cm; Î: 33 cm Material: hârtie                                   | Scrisoare expediată lui I. Breazu (1901-1958), istoric literar, prof univ. la Universitatea din Cluj, redactor șef al revistei "Transilvania", de la Legația română din Elveția. Blaga îi scrie lui Breazu că va scrie o broșură drept răspuns la acuzele lui Duică, pe care o să o publice "când împrejurările o vor îngădui. Sunt și într-o situație imposibilă. (Iorga !). Ce relațiuni sunt între ei? - Știu doar că îi e cumnat". | Muzeul Național de Istorie a Transilvaniei, Cluj | Cimec    |
|      | Blaga îl roagă pe Breazu să publice recenzia apărută într-un mare ziar german la "Daimonion" ca un răspuns dat lui Duică Autor: Blaga, Lucian | Datare: 1931 Dimensiuni: L: 22 cm; Î: 33 cm Material: hârtie                                   | Scrisoare expediată lui I. Breazu (1901-1958), istoric literar, prof univ. la Universitatea din Cluj, redactor șef al revistei "Transilvania", de la Legația română din Elveția. Blaga îl roagă pe Breazu să publice recenzia în "Patria", Societatea de mâine", un exemplar să ajungă la Sextil Pușcariu pt a-l publica în "Drum nou". Se plânge de starea de sănătate. | Muzeul Național de Istorie a Transilvaniei, Cluj | Cimec    |
|      | Blaga îl anunță pe Breazu de apariția în curând, la Cartea Românească, a "Eonului", și de faptul că a scris 15 poezii noi Autor: Blaga, Lucian | Datare: 1931 Dimensiuni: L: 22 cm; L: 33 cm Material: hârtie                                   | Scrisoare expediată lui I. Breazu (1901-1958), istoric literar, prof univ. la Universitatea din Cluj, redactor șef al revistei "Transilvania", de la Legația română din Elveția. Blaga îl felicită pe Brezu pt. nașterea fiului, Dorin; îi relatează întâlnirea la Geneva cu D.D. Roșca precum, și schimbările politice din Elveția. | Muzeul Național de Istorie a Transilvaniei, Cluj | Cimec    |
|      | Blaga îi scrie lui Brezu despre ultimul volum său de versuri "La cumpăna apelor" și despre conferința lui Crainic la radio despre "Eon" Autor: Blaga, Lucian | Datare: 1931 Dimensiuni: L: 22 cm; Î: 33 cm Material: hârtie                                   | Scrisoare expediată lui I. Breazu (1901-1958), istoric literar, prof univ. la Universitatea din Cluj, redactor șef al revistei "Transilvania", de la Legația română din Elveția. Blaga îi scrie lui Breazu despre criza economică ce se face simțită și în Elveția; despre conferința lui Crainic la radio, "Extrem de elogioasă. Un eveniment - stil magistral - întâia operă de gândire originală românească, etc."; îl roagă să-i trimită "Adevărul literar" unde a apărut un articol "Lucian Blaga" de Paul Zarifopol. | Muzeul Național de Istorie a Transilvaniei, Cluj | Cimec    |
|      | Blaga îi scrie lui Breazu despre provizoratul său la Legație, și îi cere bibliografie despre Horea Autor: Blaga, Lucian | Datare: 1931 Dimensiuni: L: 22 cm; Î: 33 cm Material: hârtie                                   | Scrisoare expediată lui I. Breazu (1901-1958), istoric literar, prof univ. la Universitatea din Cluj, redactor șef al revistei "Transilvania", de la Legația română din Elveția. Blaga îl anunță pe Breazu că în iunie va fi la Sibiu. | Muzeul Național de Istorie a Transilvaniei, Cluj | Cimec    |
|      | Blaga transmite urări de Sărbători lui Breazu; "Foarte încântat de cronica din Adevărul literar", spune Blaga Autor: Blaga, Lucian | Datare: 1931 Dimensiuni: L: 22 cm; Î: 33 cm Material: hârtie                                   | Scrisoare expediată lui I. Breazu (1901-1958), istoric literar, prof univ. la Universitatea din Cluj, redactor șef al revistei "Transilvania", de la Legația română din Elveția. Blaga îi trimite o ilustrată lui Breazu, sepia, din Berna, rugându-l să-i trimită și cronica lui Pompiliu Constantinescu din "Vremea literară. | Muzeul Național de Istorie a Transilvaniei, Cluj | Cimec    |
|      | Blaga îi scrie lui Breazu de la Legația română din Viena despre noile sale proiecte: "Cunoașterea luciferică" și drama "Avram Iancu" Autor: Blaga, Lucian | Datare: 1932 Dimensiuni: L. 22 cm; Î: 33 cm Material: hârtie                                   | Scrisoare expediată lui I. Breazu (1901-1958), istoric literar, prof univ. la Universitatea din Cluj, redactor șef al revistei "Transilvania", de la Legația Regală a României din Viena, de către Blaga, atașat cultural. Blaga îi descrie avantajele mutării la Viena; îl anunță că fragmente din "Cunoașterea luciferică" apar în "Gândirea"; îi prezintă concepția sa despre drama "Avram Iancu" . | Muzeul Național de Istorie a Transilvaniei, Cluj | Cimec    |
|      | Blaga îi scrie lui Breazu despre cronicile elogioase la "Eonul dogmatic", care spune el "...e numai începutul incomplet al unei filozofii...am deja plănuite vreo 4 volume de urmări și dezvoltări" Autor: Blaga, Lucian                                                 | Datare: 1932 Dimensiuni: L: 9 cm; Î: 5 cm Material: hârtie                                     | Scrisoare expediată lui I. Breazu (1901-1958), istoric literar, prof univ. la Universitatea din Cluj, redactor șef al revistei "Transilvania", de la Legația Regală a României din Viena, de către Blaga, atașat cultural. Scrisoarea este redactată pe o carte de vizită a lui Lucian Blaga. Blaga îi scrie despre intenția lui Rădulescu-Motru de a combate a "Eonului" și despre părerea lui Cisek: "Eonul e un eveniment european și o operă seculară". | Muzeul Național de Istorie a Transilvaniei, Cluj | Cimec    |
|      | Blaga îl anunță pe Breazu de succesul în polonă a "Meșterului Manole" jucată la Lemberg și despre apropiata apariție a "Cenzurii transcedentale" Autor: Blaga, Lucian | Datare: 1934 Dimensiuni: L: 22 cm; Î: 33 cm Material: hârtie                                   | Scrisoare expediată lui I. Breazu (1901-1958), istoric literar, prof univ. la Universitatea din Cluj, redactor șef al revistei "Transilvania", de la Legația Regală a României din Viena, de către Blaga, atașat cultural. Blaga îi descrie lui Breazu minunatele condiții și succesul "Meșterului Manole" la Lemberg; ecoul în presă: "Blaga a scris o dramă puternică, de linii clasice, de mare poezie și de nobilă ținută". Blaga îi spune ca anul acesta va "isprăvi sigur Avram Iancu". | Muzeul Național de Istorie a Transilvaniei, Cluj | Cimec    |
|      | Blaga îi scrie lui Breazu despre venirea la Sibiu și planurile sale literare Autor: Blaga, Lucian | Datare: 1934 Dimensiuni: L: 22 cm; Î: 33 cm Material: hârtie                                   | Scrisoare expediată lui I. Breazu (1901-1958), istoric literar, prof univ. la Universitatea din Cluj, redactor șef al revistei "Transilvania", de la Legația Regală a României din Viena, de către Blaga, atașat cultural. Blaga speră că se va întâlni cu Breazu în țară; "Avram Iancu" e "gata în prima sa formă embrionară"; îl roagă pe Breazu să-i procure câteva studii despre graiul moților. | Muzeul Național de Istorie a Transilvaniei, Cluj | Cimec    |
|      | Blaga îl roagă pe Breazu să-i trimită studiul lui N. Tatu despre "Cenzura transcedentală" Autor: Blaga, Lucian | Datare: 1934 Dimensiuni: L: 22 cm; Î: 33 cm Material: hârtie                                   | Scrisoare expediată lui I. Breazu (1901-1958), istoric literar, prof univ. la Universitatea din Cluj, redactor șef al revistei "Transilvania", de la Legația Regală a României din Viena, de către Blaga, atașat cultural. Blaga îl anunță pe Breazu că s-a întors la Viena, și are intenția de a se "arunca în noua dramă". | Muzeul Național de Istorie a Transilvaniei, Cluj | Cimec    |
|      | Blaga îi scrie lui Breazu despre piesa "Avram Iancu" care va fi jucată la Cluj, în iarnă (1934), apoi la București Autor: Blaga, Lucian | Datare: 1934 Dimensiuni: L: 22 cm; Î: 33 cm Material: hârtie                                   | Scrisoare expediată lui I. Breazu (1901-1958), istoric literar, prof univ. la Universitatea din Cluj, redactor șef al revistei "Transilvania", de la Legația Regală a României din Viena, de către Blaga, atașat cultural. Blaga îl anunță pe Breazu despre corespondența cu V. Papilian, pt. piesa "Avram Iancu"; îi cere din nou o lucrare despre graiul moților; Blaga îl anunță că va apărea un număr din "Gândirea" închinat în întregime lui "Lucian Blaga, poetului, filozofului, dramaturgului și eseistului. (Secret !)." | Muzeul Național de Istorie a Transilvaniei, Cluj | Cimec    |
|      | Blaga îi scrie lui Breazu ca îi trimite manuscrisul piesei "Avram Iancu" pt. Teatrul din Cluj și că va veni la premieră Autor: Blaga, Lucian | Datare: 1934 Dimensiuni: L: 22 cm ; I: 33 cm Material: hârtie                                  | Scrisoare expediată lui I. Breazu (1901-1958), istoric literar, prof univ. la Universitatea din Cluj, redactor șef al revistei "Transilvania", de la Legația Regală a României din Viena, de către Blaga, atașat cultural. Blaga îl roagă pe Breazu să facă observații la piesă, să o dea pt. lectură și lui S. Pușcariu. Blaga spune ca nu a renunțat "la gândul catedrei din Cluj". | Muzeul Național de Istorie a Transilvaniei, Cluj | Cimec    |
|      | Blaga îi scrie lui Breazu de la Sibiu, cu rugămintea de a veni și el pentru a se întâlni Autor: Blaga, Lucian | Datare: 1934 Dimensiuni: L: 22 cm Î: 33 cm Material: hârtie                                    | Blaga este în concediu la Sibiu, unde speră să se întâlnească cu prof. I. Breazu | Muzeul Național de Istorie a Transilvaniei, Cluj | Cimec    |
|      | Blaga îi scrie lui Breazu despre "semănătorismul de la Universitatea din Cluj" și despre piesa "Avram Iancu ", dramă cu "un caracter baladesc" Autor: Blaga, Lucian | Datare: 1692 Dimensiuni: L: 22 Î: 33 cm Material: hârtie                                       | Scrisoare expediată lui I. Breazu (1901-1958), istoric literar, prof univ. la Universitatea din Cluj, redactor șef al revistei "Transilvania", de la Legația Regală a României din Viena, de către Blaga, atașat cultural. Blaga este nemulțumit de atmosfera de la Univ. din Cluj, "Fericiți cei ce de treizeci de ani încoace nu încasează decât onoruri ! ...De aceea să știi că țin foarte mult ca cel puțin D-ta să izbutești !". Îi multumește de asemnea și lui Sextil Pușcariu și Chinezu pentru observațiile la "Avram Iancu". | Muzeul Național de Istorie a Transilvaniei, Cluj | Cimec    |
|      | Blaga îi scrie lui Breazu despre studiul la care lucrează și despre călătoria din vară în țară Autor: Blaga, Lucian | Datare: 1935 Dimensiuni: L: 22 cm; Î: 29 cm Material: hârtie                                   | Scrisoare expediată de Blaga lui Breazu cu antetul "Legațiunea Regală a României, Serviciul de Presă", Wien, 18 iunie 1935. Îi mulțumește pentru articolul din "Gând Românesc"; îl anunță pe Breazu ca va veni în august în țară și până atunci va termina și articolul promis. | Muzeul Național de Istorie a Transilvaniei, Cluj | Cimec    |
|      | Blaga îi scrie lui Breazu de recenzia despre "Avram Iancu" din "Vremea" și despre munca la "Trilogia culturii" Autor: Blaga, Lucian | Datare: 1935 Dimensiuni: L: 22 cm; Î: 29 cm Material: hârtie                                   | Scrisoare expediată lui I. Breazu (1901-1958), istoric literar, prof univ. la Universitatea din Cluj, redactor șef al revistei "Transilvania", de la Legația română din Viena. Blaga îi urează succes la concursul de la Universitate; îi scrie despre "Trilogia culturii", din care va da un fragment pt. "Gând românesc"; îl intrebă de P. Chinezul, care nu i-a mai scris de mult. | Muzeul Național de Istorie a Transilvaniei, Cluj | Cimec    |
|      | Blaga îi scrie lui Breazu despre "Spațiul mioritic" și despre vol. "Orizont și stil" Autor: Blaga, Lucian | Datare: 1936 Dimensiuni: L: 22 cm; Î: 29 cm Material: hârtie                                   | Scrisoare expediată lui I. Breazu (1901-1958), istoric literar, prof univ. la Universitatea din Cluj, redactor șef al revistei "Transilvania", de la Legația română din Viena. Blaga îi face urări de sărbători și îi scrie despre munca la "Spațiul mioritic"; "Cât privește <>, aceasta va fi rezervată bătrâneții, adică ultimei trilogii", scrie Blaga. | Muzeul Național de Istorie a Transilvaniei, Cluj | Cimec    |
|      | Blaga îl roagă pe Breazu să-i trimită "Dicționarul etimologic" a lui S. Pușcariu și îl informează despre lucrul la "Spațiul mioritic" Autor: Blaga, Lucian | Datare: 1936 Dimensiuni: L: 22 cm; Î: 29 cm Material: hârtie                                   | Scrisoare expediată lui I. Breazu (1901-1958), istoric literar, prof univ. la Universitatea din Cluj, redactor șef al revistei "Transilvania", de la Legația română din Viena. Blaga îl roagă pe Breazu să-i trimită "Dicționarul etimologic" a lui Sextil Pușcariu și îl informează despre lucrul la "Spațiul mioritic". | Muzeul Național de Istorie a Transilvaniei, Cluj | Cimec    |
|      | Blaga îi răspunde cererii lui Breazu de a se interesa de litografii și zincografii, la Viena Autor: Blaga, Lucian | Datare: 1936 Dimensiuni: L: 22 cm; Î: 29 cm Material: hârtie                                   | Scrisoare expediată lui I. Breazu (1901-1958), istoric literar, prof univ. la Universitatea din Cluj, redactor șef al revistei "Transilvania", de la Legația română din Viena. | Muzeul Național de Istorie a Transilvaniei, Cluj | Cimec    |
|      | Blaga îi scrie lui Breazu despre posibila mutare a sa și despre munca la vol. al treilea din "Trilogia culturii" Autor: Blaga, Lucian | Datare: 1936 Dimensiuni: L: 22 cm; Î: 29 cm Material: hârtie                                   | Scrisoare expediată lui I. Breazu (1901-1958), istoric literar, prof univ. la Universitatea din Cluj, redactor șef al revistei "Transilvania", de la Legația română din Viena. Blaga îl roagă să-i trimită conferința despre "Teatrul lui Blaga". Probabil se va întoarce în țară, dacă va fi trimis prea departe: "Poate că o nouă generație va găsi și pentru mine o slujbă onorabilă", scrie Blaga. | Muzeul Național de Istorie a Transilvaniei, Cluj | Cimec    |
|      | Blaga îi scrie lui Breazu despre iminenta sa întoarcere în țară și supunerea la "umilințele unui concurs" Autor: Blaga, Lucian | Datare: 1936 Dimensiuni: L: 22 cm; Î: 29 cm Material: hârtie                                   | Scrisoare expediată lui I. Breazu (1901-1958), istoric literar, prof univ. la Universitatea din Cluj, redactor șef al revistei "Transilvania", de la Legația română din Viena. Blaga îl roagă să-i trimită detalii despre formalitățile de concurs, precum și câte un exemplar din cărțile lui epuizate, de la prieteni. Blaga scrie "Cred că Sextil ți-a istorisit neajunsurile prin care trec în ultimul timp. De când cu schimbarea ministrului, sunt doar tolerat și amenințat să ajung pe drumuri… Dorul de țară, și speranța de a-mi găsi odată liniștea într-o situație onorabilă, mă fac să mă gândesc să mă supun și la umilințele unui concurs. Poți vedea din asta în ce hal de demoralizare mă găsesc." | Muzeul Național de Istorie a Transilvaniei, Cluj | Cimec    |
|      | Blaga îi cere lui Breazu informații despre concursul la Universitate și îi dă detalii despre teza sa de doctorat "Cultură și cunoștință" Autor: Blaga, Lucian | Datare: 1936 Dimensiuni: L: 22 cm; Î: 29 cm Material: hârtie                                   | Scrisoare expediată lui I. Breazu (1901-1958), istoric literar, prof univ. la Universitatea din Cluj, redactor șef al revistei "Transilvania", de la Legația română din Viena, în care îi spune că probabil va fi rechemat. | Muzeul Național de Istorie a Transilvaniei, Cluj | Cimec    |
|      | Blaga îi transmite salutări lui Breazu de la Karlsbad Autor: Blaga, Lucian | Datare: 1936 Dimensiuni: L: 14 cm; Î: 9 cm Material: hârtie                                    | Ilustrată expediată lui I. Breazu (1901-1958), istoric literar, prof univ. la Universitatea din Cluj, redactor șef al revistei "Transilvania", de către Blaga de la Karlsbad. Ilustrată alb-negru cu Imperial Hotel. | Muzeul Național de Istorie a Transilvaniei, Cluj | Cimec    |
|      | Blaga îl anunță pe Breazu că s-a mutat la Berna Autor: Blaga, Lucian | Datare: 1937 Dimensiuni: L: 21 cm; Î: 30 cm Material: hârtie                                   | Scrisoare expediată lui I. Breazu (1901-1958), istoric literar, prof univ. la Universitatea din Cluj, redactor șef al revistei "Transilvania", de la Legația română din Elveția, unde a revenit în 1937. Blaga este mulțumit de faptul că are liniște pt. a scrie și îl roagă pe Breazu să-l anunțe despre concursul de la Cluj. | Muzeul Național de Istorie a Transilvaniei, Cluj | Cimec    |
|      | Blaga îi trimite lui Breazu "memoriul" cu titlurile de lucrări pt. concursul la catedra de Estetică și îi scrie despre munca la vol. III din "Trilogia culturii" Autor: Blaga, Lucian                                                                                    | Datare: 1937 Dimensiuni: L: 21 cm; Î: 30 cm Material: hârtie                                   | Scrisoare expediată lui I. Breazu (1901-1958), istoric literar, prof univ. la Universitatea din Cluj, redactor șef al revistei "Transilvania", de la Legația română din Elveția, unde a revenit în 1937. Blaga îi trimite lui Breazu "memoriul" cu titlurile de lucrări pt. concursul la catedra de Estetică și îi scrie despre munca la vol. III din "Trilogia culturii". | Muzeul Național de Istorie a Transilvaniei, Cluj | Cimec    |
|      | Blaga îi scrie lui Breazu despre traducerile operelor sale și despre Lionel Dunin care intenționează să scrie despre România Autor: Blaga, Lucian | Datare: 1937 Dimensiuni: L: 21 cm; Î: 30 cm Material: hârtie                                   | Scrisoare expediată lui I. Breazu (1901-1958), istoric literar, prof univ. la Universitatea din Cluj, redactor șef al revistei "Transilvania", de la Legația română din Elveția, unde a revenit în 1937. Blaga îi scrie lui Breazu ca pentru reprezentarea piesei "Tulburarea apelor": "vă dau toate drepturile, dar să faceți cu nemiluita tăieturile necesare, pentru ca textul să reziste pe scenă !!!" | Muzeul Național de Istorie a Transilvaniei, Cluj | Cimec    |
|      | Blaga îl roagă pe Breazu să-i trimită condițiile pt. înscrierea la concursul de la Universitatea din Cluj; îl anunță că a terminat "Geneza metaforei și sensul culturii" Autor: Blaga, Lucian                                                                            | Datare: 1937 Dimensiuni: L: 21 cm; Î: 30 cm Material: hârtie                                   | Scrisoare expediată lui I. Breazu (1901-1958), istoric literar, prof univ. la Universitatea din Cluj, redactor șef al revistei "Transilvania", de la Legația română din Elveția. Blaga este preocupat de concursul pt. catedra de Estetică de la Universitatea din Cluj; îi scrie lui Breazu că i-a trimis lui P. Chinezu un fragment filosofic pentru "Gând Românesc"; cu noul volum "Geneza metaforei", care va fi dat la "Fundațiile Regale", "am isprăvit cele două trilogii, care cred că pun temelie definitivă filosofiei românești. Sunt două opere de care sunt eu însumi mândru" spune Blaga. | Muzeul Național de Istorie a Transilvaniei, Cluj | Cimec    |
|      | Blaga îi scrie lui Breazu despre studiile lui Băncilă și Chinezu referitoare la opera lui Autor: Blaga, Lucian | Datare: 1937 Dimensiuni: L: 21 cm; Î: 30 cm Material: hârtie                                   | Scrisoare expediată lui I. Breazu (1901-1958), istoric literar, prof univ. la Universitatea din Cluj, redactor șef al revistei "Transilvania", de la Legația română din Elveția. Blaga îi cere lui Breazu noi precizări despre data concursului de la Cluj. | Muzeul Național de Istorie a Transilvaniei, Cluj | Cimec    |
|      | Blaga îi scrie lui Breazu despre actele și lucrările pe care le trimite pt. concursul la Universitatea din Cluj Autor: Blaga, Lucian | Datare: 1937 Dimensiuni: L: 21 cm; Î: 30 cm Material: hârtie                                   | Scrisoare expediată lui I. Breazu (1901-1958), istoric literar, prof univ. la Universitatea din Cluj, redactor șef al revistei "Transilvania", de la Legația română din Elveția. Blaga îi cere lui Breazu noi precizări despre data concursului de la Cluj. | Muzeul Național de Istorie a Transilvaniei, Cluj | Cimec    |
|      | Blaga îi trimite lui Breazu lista cu cărțile și documentele trimise pe adresa lui, pt. concursul la Universitatea din Cluj Autor: Blaga, Lucian | Datare: 1937 Dimensiuni: L: 21 cm; Î: 30 cm Material: hârtie                                   | Scrisoare expediată lui I. Breazu (1901-1958), istoric literar, prof univ. la Universitatea din Cluj, redactor șef al revistei "Transilvania", de la Legația română din Elveția. Blaga îl roagă pe Breazu: "Manuscriptul <>... te rog foarte mult să nu-l dai nimănui din mână". | Muzeul Național de Istorie a Transilvaniei, Cluj | Cimec    |
|      | Blaga il anunță pe Breazu ca va pleca la București pt. festivitatea de primire în Academia Română Autor: Blaga, Lucian | Datare: 1937 Dimensiuni: L: 21 cm; Î: 30 cm Material: hârtie                                   | Scrisoare expediată lui I. Breazu (1901-1958), istoric literar, prof univ. la Universitatea din Cluj, redactor șef al revistei "Transilvania", din Berna. Blaga îi scrie lui Breazu ca discursul de primire în Academie va fi în 26 mai 1936. | Muzeul Național de Istorie a Transilvaniei, Cluj | Cimec    |
|      | Blaga îl anunță pe Breazu că discursul de primire în Academie s-a amânat din dorința Regelui Autor: Blaga, Lucian | Datare: 1937 Dimensiuni: L: 21 cm; Î: 30 cm Material: hârtie                                   | Scrisoare expediată lui I. Breazu (1901-1958), istoric literar, prof univ. la Universitatea din Cluj, redactor șef al revistei "Transilvania", din București. Blaga îl roagă pe Breazu să trimită un exemplar din "Geneza metaforei și sensul culturii" lui D. Caracostea. | Muzeul Național de Istorie a Transilvaniei, Cluj | Cimec    |
|      | Blaga îi scrie lui Breazu despre ecoul călătoriei sale în țară Autor: Blaga, Lucian | Datare: 1937 Dimensiuni: L: 21 cm; Î: 30 cm Material: hârtie                                   | Scrisoare expediată lui I. Breazu (1901-1958), istoric literar, prof univ. la Universitatea din Cluj, redactor șef al revistei "Transilvania", din Berna. Blaga spune: "A asistat Iorga în picioare ca la biserică la detronarea oficială a spiritului său? - a asistat ! Există totuși o dreptate imanentă ! ". | Muzeul Național de Istorie a Transilvaniei, Cluj | Cimec    |
|      | Blaga îi scrie lui Breazu că îi va trimite 5 exemplare din "Geneza metamorfozei" pentru concursul la Universitate Autor: Blaga, Lucian | Datare: 1937 Dimensiuni: L: 21 cm; Î: 30 cm Material: hârtie                                   | Scrisoare expediată lui I. Breazu (1901-1958), istoric literar, prof univ. la Universitatea din Cluj, redactor șef al revistei "Transilvania", din Berna. Blaga îl mai anunță pe Breazu ca în "Gândirea" din septembrie vor apărea 15 poezii noi ale sale. | Muzeul Național de Istorie a Transilvaniei, Cluj | Cimec    |
|      | Blaga îi cere detalii lui Breazu despre data concursului de la Universitatea din Cluj Autor: Blaga, Lucian | Datare: 1937 Dimensiuni: L: 21 cm; Î: 30 cm Material: hârtie                                   | Scrisoare expediată lui I. Breazu (1901-1958), istoric literar, prof univ. la Universitatea din Cluj, redactor șef al revistei "Transilvania", din Berna. Blaga este neliniștit în privința datei concursului și a termenului de depunere a dosarului. | Muzeul Național de Istorie a Transilvaniei, Cluj | Cimec    |
|      | Blaga îi scrie lui Breazu despre noua trilogie filosofică "Trilogia valorilor" și despre conflictul de idei cu Iorga Autor: Blaga, Lucian | Datare: 1937 Dimensiuni: L: 21 cm; Î: 30 cm Material: hârtie                                   | Scrisoare expediată lui I. Breazu (1901-1958), istoric literar, prof univ. la Universitatea din Cluj, redactor șef al revistei "Transilvania", din Berna. Blaga îi scrie lui Breazu despre întâiul volum din "Trilogia valorilor", "Artă și valoare": "E de necrezut însă ce frumos se integrează în sistemul meu filosofic, și ce perspective mi s-au deschis". "Iorga văd că mă terfelește, de când cu discursul Regelui, în fel și chip. Deunăzi afirma într-un articol, că în discursul meu la Academie aș fi aruncat disprețul meu asupra culturii românești. Cum poate cineva să întoarcă pe dos ceea ce am făcut, nu mai înțeleg !!!".                                                                       | Muzeul Național de Istorie a Transilvaniei, Cluj | Cimec    |
|      | Blaga îi scrie lui Brezu despre emoțiile care-l încercă la aflarea termenului fix al "torturei" (concursul la Universitatea Cluj) Autor: Blaga, Lucian | Datare: 1937 Dimensiuni: L: 21 cm; Î: 30 cm Material: hârtie                                   | Scrisoare expediată lui I. Breazu (1901-1958), istoric literar, prof univ. la Universitatea din Cluj, redactor șef al revistei "Transilvania", din Berna. Blaga îi scrie lui Brezu despre emoțiile care-l încercă la aflarea termenului fix al "torturei" (concursul la Universitatea Cluj). | Muzeul Național de Istorie a Transilvaniei, Cluj | Cimec    |
|      | Blaga îi scrie lui Breazu din Lisabona întrebându-l: "Ascultă, e în adevăr adevărat că sunt numit profesor la Cluj?" Autor: Blaga, Lucian | Datare: 1938 Dimensiuni: L: 21 cm; Î: 30 cm Material: hârtie                                   | Scrisoare expediată lui I. Breazu (1901-1958), istoric literar, prof univ. la Universitatea din Cluj, redactor șef al revistei "Transilvania", din Lisabona, de la Legation de Roumanie. Blaga îi scrie despre drumul greu spre catedra de la Cluj: "Ciudată-i viața ! A trebuit să ajung de două ori ministru și să se schimbe legea universitară, și chiar constituția, ca să mă văd profesor". | Muzeul Național de Istorie a Transilvaniei, Cluj | Cimec    |
|      | Blaga îi scrie lui Breazu despre "un volumaș de versuri" care va apare în curând și îl roagă să-i rezolve diverse probleme la Universitate Autor: Blaga, Lucian | Datare: 1938 Dimensiuni: L: 21 cm; Î: 30 cm Material: hârtie                                   | Scrisoare expediată lui I. Breazu (1901-1958), istoric literar, prof univ. la Universitatea din Cluj, redactor șef al revistei "Transilvania", din Lisabona, de la Legation de Roumanie. Blaga îl anunță pe Breazu că trimite mai multe scrisori cu cereri de concediu pentru a fi sigur ca ajung. "Să sperăm că războiul nu va izbucni, ca să-mi zădărnicească atâtea planuri frumoase ce la am pentru Cluj!". | Muzeul Național de Istorie a Transilvaniei, Cluj | Cimec    |
|      | Cerere de concediu a lui Blaga, ministru plenipotențiar al Maiestății Sale Regele României în Portugalia Autor: Blaga, Lucian | Datare: 1938 Dimensiuni: L: 21 cm; Î: 30 cm Material: hârtie                                   | Cerere expediată de Blaga, de la Legațiunea Regală a României în Portugalia, în 17 septembrie 1938, rectoratului Universității clujene. Blaga numit profesor la catedra de "Filozofia culturii" cere un concediu până în nov. 1938. "...urma să-mi iau în primire postul de profesor universitar la 1 octombrie 1938. Deoarece însă lucrările în curs ale Legațiunii, pe care o conduc, nu-mi permit actualmente părăsirea postului din cauza situațiunii internaționale și din cauza negocierilor economice ce le duc cu guvernul portughez, vă rog să binevoiți a-mi acorda un concediu până la 15 noembrie 1938...".                                                                                             | Muzeul Național de Istorie a Transilvaniei, Cluj | Cimec    |
|      | Blaga îi transmite lui Breazu salutări de la Paris Autor: Blaga, Lucian | Datare: 1938 Dimensiuni: L: 15 cm; Î: 10 cm Material: hârtie                                   | Blaga îi scrie lui I. Breazu (1901-1958), istoric literar, prof univ. la Universitatea din Cluj, redactor șef al revistei "Transilvania", din Paris. "Sunt exact zece ani de când am văzut întâia oară Parisul, călăuzit de D-ta." Ilustrată alb-negru cu biserica Madeleine. Timbrul decupat. | Muzeul Național de Istorie a Transilvaniei, Cluj | Cimec    |
|      | Blaga îi scrie lui Breazu despre refuzul categoric de a ține o conferință, probabil despre Eminescu Autor: Blaga, Lucian | Datare: 1939 Dimensiuni: L: 15 cm, Î: 23 cm Material: hârtie                                   | Blaga îi scrie lui I. Breazu (1901-1958), istoric literar, prof univ. la Universitatea din Cluj, redactor șef al revistei "Transilvania", din București, expunând motivele pt. care nu poate da curs rugăminții lui de a ține o conferință. | Muzeul Național de Istorie a Transilvaniei, Cluj | Cimec    |
|      | Blaga îl roagă pe Breazu să-l primească în domiciliu, la Cluj, până la 15 noiembrie 1945 Autor: Blaga, Lucian | Datare: 1945 Dimensiuni: L: 15 cm, Î: 23 cm Material: hârtie                                   | Blaga îi scrie lui I. Breazu (1901-1958), istoric literar, prof univ. la Universitatea din Cluj, redactor șef al revistei "Transilvania", despre conferința despre Titulescu pe care o va ține la Cluj și despre faptul ca a scris un volum de 30 de poezii. "Vreau să fiu în ordine cu "domiciliul" meu personal, față de legile în vigoare. Ești dispus să îngădui să fiu anunțat pentru data - cel mai târziu 15 nov. 1945 - ca și cum aș locui la voi?", scrie Blaga. | Muzeul Național de Istorie a Transilvaniei, Cluj | Cimec    |
|      | Blaga îi scrie lui Breazu "cu mâna lui Dorli" despre problemele de sănătate pe care le are Autor: Blaga, Lucian | Datare: 1946 Dimensiuni: L: 15 cm, Î: 23 cm Material: hârtie                                   | Blaga îi scrie lui I. Breazu (1901-1958), istoric literar, prof univ. la Universitatea din Cluj, redactor șef al revistei "Transilvania", din Sibiu, despre starea sa de sănatate, "o experiență morală fără de care anume opere viitoare ale mele ar fi rămas poate prea teoretice". | Muzeul Național de Istorie a Transilvaniei, Cluj | Cimec    |
|      | Blaga îl roagă pe Breazu să dezmintă acuzația că ar fost candidatul legionarilor la președinția "Astrei" Autor: Blaga, Lucian | Datare: 1946 Dimensiuni: L: 21 cm; Î: 30 cm Material: hârtie                                   | Blaga îi scrie lui I. Breazu (1901-1958), istoric literar, prof univ. la Universitatea din Cluj, redactor șef al revistei "Transilvania", din Sibiu, despre probleme legate de președinția "Astrei" și acuzele la adresa sa din ziarul "Patria". | Muzeul Național de Istorie a Transilvaniei, Cluj | Cimec    |
|      | Tudor Vianu către Ion Breazu despre revista "Transilvania" Autor: Vianu, Tudor | Dimensiuni: L: 16 cm; Î: 18 cm Material: hârtie                                                | Tudor Vianu îi mulțumește lui I. Breazu de expedierea revistei "Transilvania". Îl anunță despre munca la studiul "Semnificația Ardealului în cultura româneacă" și disponibilitatea de a colabora la revista "Transilvania". | Muzeul Național de Istorie a Transilvaniei, Cluj | Cimec    |
|      | Tudor Vianu către Ion Breazu despre revista "Transilvania" Autor: Vianu, Tudor | Datare: 1942 Dimensiuni: L: 14 cm; Î: 19 cm Material: hârtie                                   | Tudor Vianu îi scrie prof. I. Breazu despre revista "Transilvania" și îi mulțumește pentru aprecierile la adresa studiilor sale. | Muzeul Național de Istorie a Transilvaniei, Cluj | Cimec    |
|      | M. Sadoveanu către I. Breazu despre un articol din "Semănătorul" Autor: Sadoveanu, Mihail | Datare: 1939 Dimensiuni: L: 13cm; Î: 18 cm Material: hârtie                                    | Sadoveanu îi scrie lui Breazu despre un articol din "Sămănătorul" și despre disponibilitatea de a fi la dispoziția lui Breazu. Plicul este timbrat. | Muzeul Național de Istorie a Transilvaniei, Cluj | Cimec    |
|      | Tudor Bugnariu către Ion Breazu despre încercările sale literare Autor: Bugnariu, Tudor | Datare: 1927 Dimensiuni: L: 17 cm; Î: 21 cm Material: hârtie                                   | T. Bugnariu îi scrie lui I. Breazu (1901-1958), istoric literar, prof univ. la Universitatea din Cluj, redactor șef al revistei "Transilvania", despre "Notițele" sale și despre cunoștințele comune din Cluj. Scrisoarea are 2 file. | Muzeul Național de Istorie a Transilvaniei, Cluj | Cimec    |
|      | A. Vaida Voevod - caiet I, schiță autobiografică Autor: Vaida Voevod, Alexandru | Datare: 1949 Dimensiuni: L: 15 cm; Î: 22 cm Material: hârtie                                   | Caiet de memorii intitulat "Schiță autobiografică"; pagini numerotate; se presupune a fi scris în 1949; 196 pagini. | Muzeul Național de Istorie a Transilvaniei, Cluj | Cimec    |
|      | A.Vaida Voevod - caiet II; relatări despre prima Cameră a României Mari și primul guvern; relatări de la Conferința de Pace de la Paris, 1919 Autor: Vaida Voevod, Alexandru                                                                                             | Datare: 1949 Dimensiuni: L: 15 cm; Î: 22 cm Material: hârtie                                   | Caiet cu coperți cartonate; datat 6.01.1946; pagini numerotate 1-194. | Muzeul Național de Istorie a Transilvaniei, Cluj | Cimec    |
|      | A. Vaida Voevod - "Schiță autobiografică II" Autor: Vaida Voevod, Alexandru | Datare: 1949 Dimensiuni: L: 15 cm; Î: 22 cm Material: hârtie                                   | Caiet simplu cu linii. Sunt prezentate momente din viața personală, alături de activitatea sa politică ca membru al PNR, precum și diferite personalități care au activat pentru cauza românilor din Transilvania înainte de 1918. Pagini numerotate de la 1 la 193. | Muzeul Național de Istorie a Transilvaniei, Cluj | Cimec    |
|      | A. Vaida Voevod - "Practica medicală" (la sfârșitul sec. XIX, începutul sec. XX) Autor: Vaida Voevod, Alexandru | Datare: Sfârșitul sec. XIX - începutul sec. XX Dimensiuni: L: 15 cm; Î: 22 cm Material: hârtie | Caiet simplu; oferă informații despre sistemul medical, boli; despre familie și zona unde s-a născut (Olpret, jud. Cluj). | Muzeul Național de Istorie a Transilvaniei, Cluj | Cimec    |
|      | A. Vaida Voevod-caiet de memori-despre guvernul Tisza și atitudinea acestuia față de românii din Transilvania; atmosfera din Parlamentul de la Budapesta Autor: Vaida Voevod, Alexandru                                                                                  | Datare: 1949 Dimensiuni: L: 15 cm; Î: 21 cm Material: hârtie                                   | Caiet simplu, pagini numerotate de la 1 la 66. | Muzeul Național de Istorie a Transilvaniei, Cluj | Cimec    |
|      | A. Vaida Voevod - relatări despre perioada 27 februarie 1938 - 6 septembrie 1940; evenimente interne și internaționale; personalități Autor: Vaida Voevod, Alexandru | Datare: 1949 Dimensiuni: L: 16 cm; Î: 20 cm Material: hârtie                                   | Caiet cu copeți cartonate; pagini numerotate de la 1-192. | Muzeul Național de Istorie a Transilvaniei, Cluj | Cimec    |
|      | A. Vaida Voevod, Caiet de memorii, nr. 7; atmosfera politică dinainte de 1918 în Ardeal Autor: Vaida Voevod, Alexandru | Datare: Probabil scris în 1946 Dimensiuni: L: 15 cm; Î: 21 cm Material: hârtie                 | Caiet obișnuit, cu coperți cartonate. Informații despre evenimente din Transilvania; despre evenimente internaționale; despre personalități politice. | Muzeul Național de Istorie a Transilvaniei, Cluj | Cimec    |
|      | A. Vaida Voevod, caiet de memorii nr. 8; relatări despre modul de organizare a primei Camere și a primului guvern al României Mari, 1919 Autor: Vaida Voevod, Alexandru                                                                                                  | Datare: 1949 Dimensiuni: L: 15 cm; Î: 21 cm Material: hârtie                                   | Caiet obișnuit, cu coperți cartonate. Oferă infoprmații despre evenimente și personalități politice în perioada organizării instituțiilor politice după 1918. 90 de pagini. | Muzeul Național de Istorie a Transilvaniei, Cluj | Cimec    |
|      | A. Vaida Voevod, caiet de memorii nr.9; oferă informații despre perioada de deputat în Parlamentul de la Budapesta: 1906; 1910 și despre evenimente și personalități politice interne și internașionale Autor: Vaida Voevod, Alexandru                                   | Datare: 1949 Dimensiuni: L: 15 cm; Î: 21 cm Material: hârtie                                   | Caiet simplu; pagini numerotate de la 1 la 41. | Muzeul Național de Istorie a Transilvaniei, Cluj | Cimec    |
|      | A. Vaida Voevod - caiet de memorii nr. 10; oferă informații despre viața politică în perioada interbelică Autor: Vaida Voevod, Alexandru | Datare: 1946 Dimensiuni: L: 15 cm; Î: 21 cm Material: hârtie                                   | Caiet obișnuit, pagini numerotate de la 1 la 200. | Muzeul Național de Istorie a Transilvaniei, Cluj | Cimec    |
|      | A. Vaida Voevod, Caiet de memorii politice din perioada Conferinței de Pace de la Paris, 1919, relații internaționale, viața politică după Unire Autor: Vaida Voevod, Alexandru                                                                                          | Datare: Probabil scrise în 1946 Dimensiuni: L: 15 cm; Î: 22 cm Material: hârtie                | Caiet simplu, cu coperți cartonate. Oferă informații despre acțiunile politice ale guvernului român în timpul Conferinței de Pace de la Paris, 1919. | Muzeul Național de Istorie a Transilvaniei, Cluj | Cimec    |
|      | A. Vaida Voevod, Caiet de memorii politice din perioada dinainte de Marea Unire, lupta politică a românilor ardeleni; informații despre perioada ca medic la Carlsbad Autor: Vaida Voevod, Alexandru                                                                     | Datare: Redactat în 1946 Dimensiuni: L: 15 cm; Î: 21 cm Material: hârtie                       | Caiet simplu, coperta, cu invitația și condițiile de a participa la un concurs organizat de librăria Cartea Rusă cu ocazia sărbătoririi prieteniei româno-sovietice. Memoriile oferă date politice importante, precum și din viața personală, ca medic la Karlsbad. | Muzeul Național de Istorie a Transilvaniei, Cluj | Cimec    |
|      | A. Vaida Voevod - memorii politice referitoate la campania electorală din 1906 din Ardeal a P. N. R. Autor: Vaida Voevod, Alexandru | Datare: Redactate în 1946 Dimensiuni: L: 15 cm; Î: 21 cm Material: hârtie                      | Caiet simplu, cu sigla librăriei "Cartea Rusă" pe copertă; descrie satele ardelene și greutățile întâmpinate în campania electorală pentru susținerea cauzei românilor ardeleni, 120 pagini. | Muzeul Național de Istorie a Transilvaniei, Cluj | Cimec    |
|      | A. Vaida Voevod, Memorii despre activitatea sa ca medic la Karlsbad, înainte de 1918 Autor: Vaida Voevod, Alexandru | Datare: 1949 Dimensiuni: L: 15 cm; Î: 21 cm Material: hârtie                                   | Caiet școlar cu sigla librăriei Cartea rusă. Prezintă momente din activitatea ca medic la Karlsbad precum și întâlniri cu personalități politice și culturale din Transilvania și România, venite la tratament aici (ex. Coșbuc, Caragiale etc.). 98 de pagini. | Muzeul Național de Istorie a Transilvaniei, Cluj | Cimec    |
|      | A. Vaida Voevod - memorii politice din perioada interbelică Autor: Vaida Voevod, Alexandru | Datare: Redactat în 1946 Dimensiuni: L: 15 cm; Î: 21 cm Material: hârtie                       | Caiet școlar; pagini numerotate de la 1 la 85; referiri la guvernele maghiare; constatări asupra vieții politice și economice în România Mare; relațiile cu Maniu, Mihalache, N. Iorga etc. | Muzeul Național de Istorie a Transilvaniei, Cluj | Cimec    |
|      | A. Vaida Voevod - memorii politice despre relația sa cu Iuliu Maniu, T. Mihali, V. Golbiș, I. Suciu, etc. Autor: Vaida Voevod, Alexandru | Datare: Redactate în 1946 Dimensiuni: L: 15 cm; Î: 21 cm Material: hârtie                      | Caiet de elev cu paginile numerotate de la 1 la 191; descrie relațiile cu personalități politice ardelene și apoi din București; informații prețioase referitoare la viața politică românească dinainte și după Marea Unire. | Muzeul Național de Istorie a Transilvaniei, Cluj | Cimec    |
|      | A. Vaida Voevod - memorii intitulate "Răzlețe"; date despre familie; atmosfera din preajma declanșării primului război mondial Autor: Vaida Voevod, Alexandru | Datare: Redactate în 1946 Dimensiuni: L: 15 cm; Î: 21 cm Material: hârtie                      | Caiet cu coperți cartonate, cu pagini numerotate de la 1 la 197; prezintă sumar originea familiei; satul Olpret, jud. Cluj; atmosfera politică din preajma războiului din Ardeal; frământările din cadrul P. N. R.; viața de familie. | Muzeul Național de Istorie a Transilvaniei, Cluj | Cimec    |
|      | A. Vaida Voevod - delegat plenipotențiar din partea României la Conferința de Pace de la Paris, 1 aprilie 1919 Autor: Vaida Voevod, Alexandru | Datare: 1.04.1919 Dimensiuni: L: 13 cm; Î: 8 cm Material: hârtie                               | Coperți din carton îmbrăcat în piele cu inscripția "Conference de la Paix, paris 1919, Laissez-Passer"; în interior fotografia lui Vaida; stampila delegației române la Conferința de Pace; nr. 82. | Muzeul Național de Istorie a Transilvaniei, Cluj | Cimec    |
|      | Loja "Ernest Renan", Paris, pe numele lui A. Vaida Voevod, 1921-1923 Autor: Loja "Ernest Renan" | Datare: 1921-1923 Dimensiuni: L: 8 cm; Î: 12 cm Material: hârtie                               | Carte d'identite maconic, coperți de carton îmbrăcate în pânză albastră cu stema și simbolurile "Grand Orient de France"; cotizația timbrată și stampilată pe anul 1921. | Muzeul Național de Istorie a Transilvaniei, Cluj | Cimec    |
|      | Adresată lui A. Vaida Voevod în calitate de mason de către Loja "Ernest Renan" din Paris, 22 februarie 1928 Autor: Loja "Ernest Renan" | Datare: 22.02.1928 Dimensiuni: L: 14 cm; Î: 22 cm Material: hârtie                             | Scrisoare cu antetul lojei "Ernest Renan" prin care este felicitat A. Vaida Voevod pentru politică în Parlamentul României, fiind asigurat de stimă și sprijin. | Muzeul Național de Istorie a Transilvaniei, Cluj | Cimec    |
|      | A. Vaida Voevod - "Constatări și lămuriri", în problema diferendului de la ziarul "Tribuna" Autor: Vaida Voevod, Alexandru | Datare: Înc. sec. XX Dimensiuni: L: 15 cm; Î: 23 cm Material: hârtie                           | Manuscris pe foi de scrisori cu antetul hotelului Jagerhorn, Budapesta; 6 pagini. | Muzeul Național de Istorie a Transilvaniei, Cluj | Cimec    |
|      | A. Vaida Voevod - Însemnări despre O. Goga Autor: Vaida Voevod, Alexandru | Datare: Înc. sec. XX Dimensiuni: L: 15 cm; I: 23 cm Material: hârtie                           | Însemnări pe hârtie de scrisoare cu antetul hotelului Jagerhorn, Budapesta; 2 pagini; prezintă imaturitatea politică a lui Goga. | Muzeul Național de Istorie a Transilvaniei, Cluj | Cimec    |
|      | A. Vaida Voevod către soție, Budapesta, 4 februarie 1912 Autor: Vaida Voevod, Alexandru | Datare: 1912 Dimensiuni: L: 15 cm; Î: 22 cm Material: hârtie                                   | Antetul hotelui Bristol din Budapesta. Pe lângă probleme de familie, sunt prezentate aspecte din activitatea politică de la Budapesta, alături de Goldiș, Mihali și Stere. | Muzeul Național de Istorie a Transilvaniei, Cluj | Cimec    |
|      | Valeriu Braniște către A. Vaida Voevod, 13 noiembrie 1911; probleme de organizare a mișcării naționale Autor: Braniște, Valeriu | Datare: 13.11.1911 Dimensiuni: L: 14 cm; Î: 22 cm Material: hârtie                             | Antetul ziarului "Drapelul" din Lugoj; 4 file și plic; informații despre frământările politice din Ardeal și diferendul de la "Tribuna". | Muzeul Național de Istorie a Transilvaniei, Cluj | Cimec    |
|      | I.L. Caragiale către A. Vaida Voevod, Budapesta, 25 martie 1911; îl informează pe Vaida despre plecarea la București pentru a scoate un nr. festiv de Paște al ziarului "Românul" Autor: Caragiale, Ion Luca                                                             | Datare: 1911 Dimensiuni: L: 15 cm; Î: 23 cm Material: hârtie                                   | Scrisoare amicală, cu antetul hotelului Jagerhorn din Budapesta; plic timbrat. | Muzeul Național de Istorie a Transilvaniei, Cluj | Cimec    |
|      | V. Goldiș către A. Vaida Voevod, Arad, 25 noiembrie 1911. Îl felicită pentru discursul în Parlamentul de la Budapesta și îi cere ajutor în conflictul de la "Tribuna" Autor: Goldiș, Vasile                                                                              | Datare: 1911 Dimensiuni: L: 14 cm; Î: 23 cm Material: hârtie                                   | Scrisoare cu plic; sunt ilustrate probleme stringente ale luptei naționale din Ardeal - de exemplu diferendul de la Ziarul "Tribuna". | Muzeul Național de Istorie a Transilvaniei, Cluj | Cimec    |
|      | A.C. Popovici către A. Vaida Voevod, București, 4 ianuarie 1912; se referă la rivalitatea cu O. Goga Autor: Popovici, Aurel C. | Datare: 1912 Dimensiuni: L:14 cm; Î: 23 cm Material: hârtie                                    | Scrisoare datată și semnată; informații despre rivalitatea cu Goga. | Muzeul Național de Istorie a Transilvaniei, Cluj | Cimec    |
|      | Iuliu Maniu către A. Vaida Voevod, Blaj, 20 ianuarie 1912 Autor: Maniu, Iuliu | Datare: 20.01.1912 Dimensiuni: L: 17 cm; Î: 22 cm Material: hârtie                             | Maniu îl anunță pe Vaida de moartea Dr. Alexandru Pop; îl roagă pe Vaida care este la Brașov să-i comunice rezultatul întâlnirii comitetului ziarului "Tribuna". | Muzeul Național de Istorie a Transilvaniei, Cluj | Cimec    |
|      | Sextil Pușcariu către A. Vaida Voevod, Cernăuți, 7 iunie 1911 Autor: Pușcariu, Sextil | Datare: 7 06 1911 Dimensiuni: L: 14 cm; Î: 22 cm Material: hârtie                              | Scrisoare de mulțumire pentru trimiterea broșurii "Tisza, Mangra și Tribuna"; se exprimă dorința de a se întâlni la Brașov pentru a discuta despre "Tribuna", care este "presa noastră". | Muzeul Național de Istorie a Transilvaniei, Cluj | Cimec    |
|      | Iuliu Maniu către Vaida Voevod în problema atacului contra lui O. Goga Autor: Maniu-Mützner, Rodica | Datare: Începutul sec. XX Dimensiuni: L:22 cm; Î: 29 cm Material: hârtie                       | Probleme legate de diferențele de opinii în cadrul organizării mișcării naționale din Transilvania; conflictul cu Goga. | Muzeul Național de Istorie a Transilvaniei, Cluj | Cimec    |
|      | Ștefan Cicio Pop către A. Vaida Voevod, Arad, 23 decembrie 1911, în problema organizării unei adunări la Șiria, Arad Autor: Cicio Pop, Ștefan | Datare: 23.12.1911 Dimensiuni: L: 22 cm; Î: 15 cm Material: hârtie                             | Antetul „Advocar Dr. St. Ciceo Pop, Arad”. Explică entuziasmul locuitorilor din Șiria în vederea participării la adunarea din 31.12.1911 a lui Viada, Lucaciu și Maniu. | Muzeul Național de Istorie a Transilvaniei, Cluj | Cimec    |
|      | Atestat de absolvire a școlii publice primare din Sărărie, Iași, al lui Alexandru I. Lapedatu Autor: Ministerul Culturii și a Instrucțiunii Publice | Datare: Sf. sec. al XIX-lea Dimensiuni: L: 25 cm; Î: 40 cm Material: hârtie                    | Atestat școlar, cu mediile la materiile studiate, cu ștampila "Școala primară de băieți, nr. 2 Iași", datat 25 iunie 1888. | Muzeul Național de Istorie a Transilvaniei, Cluj | Cimec    |
|      | Certificat de "bună conduită în societate" în vederea dobândirii cetățeniei române de către Al. Lepădatu Autor: Primăria orașului București | Datare: 17.03.1911 Dimensiuni: L: 21 cm; Î: 35 cm Material: hârtie                             | Certificatul emis de Primăria orașului București, Serviciul administrativ, la cererea d-lui Alexandru Lapedatu, secretarul Comisiei Monumentelor Istorice și membru corespondent al Academiei Române, pentru "bună conduită", necesar pentru dobândirea cetățeniei române. | Muzeul Național de Istorie a Transilvaniei, Cluj | Cimec    |
|      | Pașaport diplomatic a lui Alex. Lapedatu, consilier referent pe lângă Legația Regală a României la Paris, 1918-1920 Autor: Ministere Royal des Affaire Etrangeres | Datare: 12.11.1918 Dimensiuni: L: 9 cm; Î: 14 cm Material: hârtie                              | Pașaport diplomatic cu poza lui Alex. Lapedatu, cu stema regatului României; 10 file; fila 11 atașată, cu vize diplomatice | Muzeul Național de Istorie a Transilvaniei, Cluj | Cimec    |
|      | Sextil Pușcariu către Al. Lapedatu prin care îi oferă catedră la Universitatea din Cluj, 1919 Autor: Pușcariu, Sextil | Datare: 17.06.1919 Dimensiuni: L: 13 cm; Î: 17cm Material: hârtie                              | Hârtie cu imprimat "liner paper", scris de mână cu tuș negru, datată și semnată. | Muzeul Național de Istorie a Transilvaniei, Cluj | Cimec    |
|      | Numirea de către Consiliul Dirigent Român, la propunerea Comisiunii Universitare, a prof. Al. Lapedatu ca profesor titular la facultatea de litere și filosofie a Universității din Cluj, 1 sept. 1919 Autor: Consiliul Dirigent Român                                   | Datare: 1919 Dimensiuni: L:22 cm; Î: 35 cm Material: hârtie                                    | Documentul are antetul Consiliului Dirigent Român și semnătura lui Valeriu Braniște. A. Lapedatu este anunțat că are obligația să țină 5 cursuri săptămânal și 2 ore de seminar; este rugat să anunțe rectoratului materia cursului precum și să procure publicații și carți necesare pentru seminarul și institutul de istorie națională. | Muzeul Național de Istorie a Transilvaniei, Cluj | Cimec    |
|      | Consiliul Dirigent Român, Resortul Cultelor și al Instrucțiunii Publice, Sibiu, către Al. Lapedatu, prin care este anunțat că a fost numit titular la catedra de istoria veche a Românilor a Universității din Cluj Autor: Consiliul Dirigent Român                      | Datare: 01.09.1919 Dimensiuni: L: 21 cm; Î: 35 cm Material: hârtie                             | Document cu antetul și stampila Consiliului Dirigent; semnătura lui Ioan Lupaș, secretar general. | Muzeul Național de Istorie a Transilvaniei, Cluj | Cimec    |
|      | Memorii "Adaosuri"; relatări despre evenimente personale, politice și persoane pe care le-a cunoscut în Ardela și București Autor: Lapedatu, Ion Alexandru | Datare: A doua jumătate a sec. XX Dimensiuni: L: 21 cm; Î: 34 cm Material: hârtie              | Coli de hârtie refolosite (dactifografiate pe verso); adăugiri ulterioare; adnotări pe margine. | Muzeul Național de Istorie a Transilvaniei, Cluj | Cimec    |
|      | Sextil Pușcariu către Al. Lapedatu aflat la Paris, prin care îl roagă în numele Consiliului Dirigent din Sibiu, să primească Catedra de Istoria Românilor la noua Universitate românească din Ardeal Autor: Pușcariu, Sextil                                             | Datare: 27.07.1919 Dimensiuni: L: 21 cm; Î: 27 cm Material: hârtie                             | Coală de hârtie, scris îngrijit cu tuș. | Muzeul Național de Istorie a Transilvaniei, Cluj | Cimec    |
|      | Al. Lapedatu, "Jurnalul de la Moscova", 1917, însemnări zilnice, manuscris Autor: Lapedatu, Ion Alexandru | Datare: 1917 Dimensiuni: L: 13 cm; Î: 22 cm Material: hârtie                                   | Jurnalul este scris pe foi introduse în coperți de carton de forma și mărimea unui caiet, cu creionul. | Muzeul Național de Istorie a Transilvaniei, Cluj | Cimec    |
|      | Profesorul Ion Al. Lapedatu, la Liceul român din Brașov, către soția sa Amalia, 2 noiembrie 1877 Autor: Lapedatu, Ion Alexandru | Datare: 2 noiembrie 1877 Dimensiuni: L: 12 cm; Î: 21 cm Material: hârtie                       | Se arată starea precară a lui Ion Al. Lapedatu; sunt trimise sfaturi pentru familie. | Muzeul Național de Istorie a Transilvaniei, Cluj | Cimec    |
|      | Al. Lapedatu este ales membru ordinar al secțiunii istorico-etnografice al "Asociațiunii pentru literatura română și cultura poporului român", Sibiu, 21 decembrie 1921 Autor: ASTRA                                                                                     | Datare: 21 decembrie 1921 Dimensiuni: L: 21 cm; Î: 34 cm Material: hârtie                      | Formular tipărit completat cu tuș negru; ștampila; semnatură - președinte A. Bârseanu. | Muzeul Național de Istorie a Transilvaniei, Cluj | Cimec    |
|      | Diplomă de membru activ al Societății Regale Române de Geografie a prof. Al. Lapedatu, emisă de Societatea Regală Rămână de Geografie înființată în iunie 1875 Autor: Societatea Regală Română de Geografie                                                              | Datare: 2 martie 1915 Dimensiuni: L: 30 cm; Î: 26 cm Material: hârtie                          | Formular pe hârtie-carton, cu nuanțe gălbui; cu motive decorative vegetale pe partea stângă, cu simbol alb negru: doi lei care susțin globul pământesc pe care este așezată o acvilă cu crucea în cioc; la bază este o panglică cu inscripția "Societatea Regală Română de Geografie". Antetul: Societatea Regală Română De Geografie, Înființată la 15 iunie 1875; Recunoscută de Instituție de utilitate publică prin legea din 29 februarie 1897; Medalia de aur la Expoziția universală din Paris, 1900 | Muzeul Național de Istorie a Transilvaniei, Cluj | Cimec    |
|      | Societatea Clerului Român "Ajutorul" conferă domnului Alexandru Lapedatu, ministru al Cultelor și Artelor, titlul de onoare Autor: Societatea Clerului Român | Datare: Sec. XX Dimensiuni: L: 52 cm; Î: 42 cm Material: hârtie                                | Tipo-litografie de E. Grassiany cu chenar cu margini aurii, cu decoruri florale roșu cu negru și trei medalioane ovale cu scene biblice și versete din Biblie (una cu Sf. Petru și două cu Hristos). | Muzeul Național de Istorie a Transilvaniei, Cluj | Cimec    |
|      | Memoriu adresat de către Amalia Lapedatu, mama lui Al. Lapedatu, Comisiunii pentru stabilirea pagubelor de război.Arestată pentru motivul că a condus trupele române, de către tribunalul din Budapesta, eliberată după 11 luni, la 18 mai 1918. Autor: Lapedatu, Amalia | Datare: 26 februarie 1919 Dimensiuni: L: 21 cm; Î: 35 cm Material: hârtie                      | Memoriu pe două file, cu descrierea etapelor arestului din Brașov și Cluj, cu lista bunurilor care au fost distruse și valoarea lor. | Muzeul Național de Istorie a Transilvaniei, Cluj | Cimec    |
|      | Act Autor: Tribunalul regesc din Cluj | Datare: 1893 Dimensiuni: L: 34 cm., l: 21 cm. Material: hârtie scrisă de mână                  | Actul de acuzare este alcătuit din 9 pagini scrise de mânâ și legate cu un șnur roșu, alb, verde. Sunt prezentate capetele de acuzare prezentate de procurorul regesc Vita Sandor împotriva memorandiștilor. Actul a aparținut lui Dr. Ioan Rațiu. | Muzeul Național de Istorie a Transilvaniei, Cluj | Cimec    |
|      | Scrisoare | Datare: 1895 Dimensiuni: L: 34 cm., l: 21 cm. Material: hârtie                                 | Scrisoarea are 2 pagini, are în colțul stânga sus o eșarfa tricolor și cuprinde 45 de semnături de susținere ale românilor din Regat. A fost primită de Dr. Ioan Ratiu în închisoarea de la Seghedin. | Muzeul Național de Istorie a Transilvaniei, Cluj | Cimec    |
|      | Sentință judecătorească | Datare: 1894 Dimensiuni: L: 34 cm., l: 21cm. Material: hârtie                                  | Actul are 10 pagini scrise de mâna și conține prezentarea completului de judecată, identificarea acuzaților și sentintele pentru fiecare, precum și argumentarea acestora. | Muzeul Național de Istorie a Transilvaniei, Cluj | Cimec    |
|      | Act Autor: Rațiu, Ioan | Datare: 1894 Dimensiuni: L: 21 cm., l: 17 cm. Material: hârtie                                 | Expunerea de motive are 7 pagini scrise de dr. Ioan Rațiu pentru apărarea sa în cadrul procesului memorandist. | Muzeul Național de Istorie a Transilvaniei, Cluj | Cimec    |
|      | Act Autor: Rațiu, Ioan și biroul avocaților apărării | Datare: 1894 Dimensiuni: L: 21 cm., l: 17 cm. Material: hârtie                                 | Actul are 38 de pagini scrise de mână și două cu note adăugate de Dr. Ioan Rațiu, legate sub formă de broșură. | Muzeul Național de Istorie a Transilvaniei, Cluj | Cimec    |